# Grenze zwischen Indonesien und Osttimor

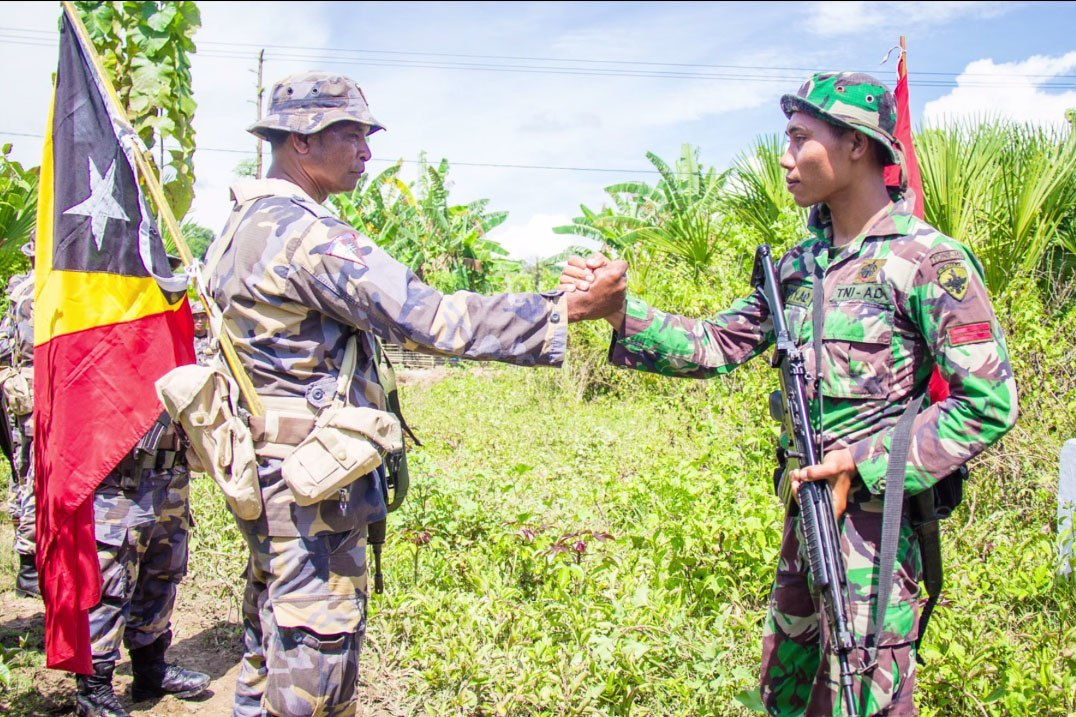
Ein osttimoresischer Grenzpolizist und ein indonesischer Soldat

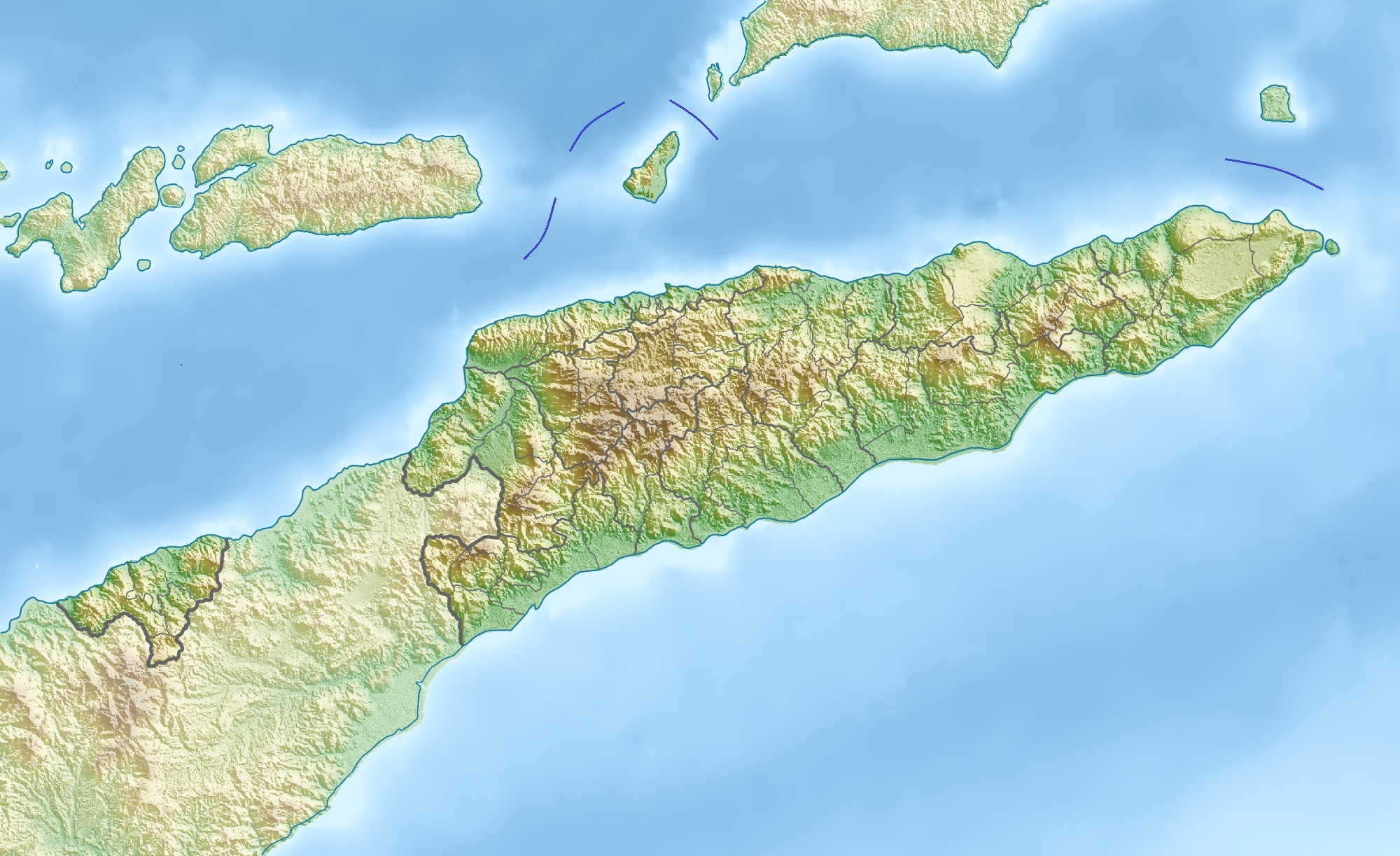
Die heutigen Grenzen auf Timor

Um die Festlegung des Verlaufs der Grenze zwischen Indonesien und Osttimor wurde zwischen verschiedenen Parteien seit 350 Jahren gekämpft. Erste Versuche sie genau zu definieren wurden von den Kolonialmächten Niederlande und Portugal mit dem Vertrag von Lissabon 1859 gemacht, doch erst im Schiedsspruch des Ständigen Schiedshofs vom 25. Juni 1914 wurde die endgültige Landgrenze zwischen ihnen auf der Insel Timor festgelegt. Sie stimmt weitgehend mit der heutigen Grenze zwischen dem Staat Osttimor (Timor-Leste), der erst 2002 seine endgültige Unabhängigkeit erstritt, und dem zu Indonesien gehörenden Westtimor überein, war aber bis 2019 noch in einigen Punkten umstritten.

## Kolonialisierung
Die Portugiesen landeten erstmals 1512 auf Timor und gründeten ihre erste Niederlassung 1556 in Lifau im Westen Timors. Die Niederländer folgten kurz darauf, setzten sich aber erst 1640 im Westen der Insel fest. 1642 eroberten die Portugiesen das spirituelle Zentrum der Insel in Wehale, wonach die meisten timoresischen Herrscher (Liurai) die Dominanz Portugals anerkannten. 1656 eroberten die Niederländer den portugiesischen Stützpunkt Kupang. 1749 scheiterte in der Schlacht von Penfui ein Rückeroberungsversuch der Portugiesen, worauf die meisten Herrscher im Westen Verträge mit der Niederländischen Ostindienkompanie schlossen. Darunter auch ein gewisser Jacinto Correa, König von Wewiku-Wehale und Großfürst von Belu, der auch im Namen vieler Gebiete im Zentrum Timors den dubiosen Vertrag von Paravicini unterschrieb. Zum Glück der Portugiesen war Wehale nicht mehr mächtig genug, die lokalen Herrscher auf die Seite der Niederländer zu ziehen. So blieben die östlichen ehemaligen Vasallen Wehales unter der Flagge Portugals, während Wehale selbst unter niederländische Herrschaft fiel. Folge war ein Dauerstreit über die Grenzen der Einflusssphären der Kolonialmächte.

## Verhandlungen zwischen den Kolonialmächten im 19. Jahrhundert

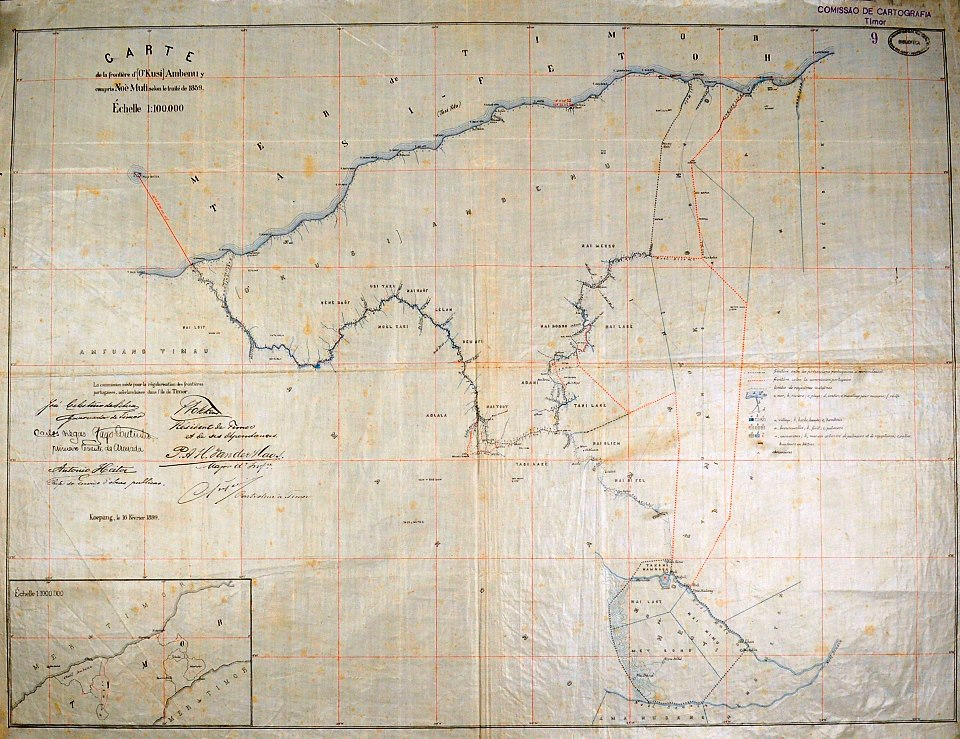
Karte von Oe-Cusse Ambeno (1859)

1851 einigte sich der portugiesische Gouverneur José Joaquim Lopes de Lima mit den Niederländern über die Aufteilung der Kolonien auf den Kleinen Sundainseln. Allerdings ohne Autorisation durch Lissabon, weswegen die Vereinbarungen erst nach neuen Verhandlungen ab 1854 im Vertrag von Lissabon 1859 bestätigt wurden. Doch war der genaue Grenzverlauf immer noch unklar und es gab auch mit dem portugiesischen Noimuti und dem niederländischen Maucatar je eine Enklave der Kolonialmacht ohne Meereszugang auf der Seite des Konkurrenten.
Am 10. Juni 1893 wurde die Lissabon-Konvention zwischen den Regierungen unterzeichnet, mit dem sie günstige Bedingungen schaffen wollten, „zur Entwicklung von Zivilisation und Handel“ und zur Auflösung der noch existierenden Enklaven. Zur neuen Grenzziehung sollte eine Expertenkommission einberufen werden. Falls es dabei zu Schwierigkeiten käme, sollte ein Vermittler eingeschaltet werden. Die Kommission besuchte Timor und kam zwischen 1898 und 1899 zu einer Einigung über den Großteil des Grenzverlaufs. Ungelöst blieb vor allem das Problem mit den Enklaven Noimuti und Maucatar. Ursprünglicher Grund der Niederländer für diese Verhandlungsrunde war der Wunsch nach einem Vorkaufsrecht für Osttimor. Es gab Gerüchte, dass Russland und Deutschland eine Kohlestation in Portugiesisch-Timor einrichten wollten, beziehungsweise, dass die Kolonie gegen die Anerkennung portugiesischer Ansprüche in Afrika mit Deutschland, Frankreich oder England getauscht werden würde. Tatsächlich vereinbarten am 30. August 1898 Deutschland und Großbritannien im Angola-Vertrag eine gemeinsame Anleihe für das hochverschuldete Portugal, für welche die portugiesischen Kolonien als Pfand vorgesehen waren. Im Falle einer Zahlungsunfähigkeit, wäre Portugiesisch-Timor an Deutschland gefallen. Bereits 1899 wurde der Vertrag aber durch die Verlängerung der britischen Schutzgarantie für Portugal und all seine Besitzungen unterlaufen.

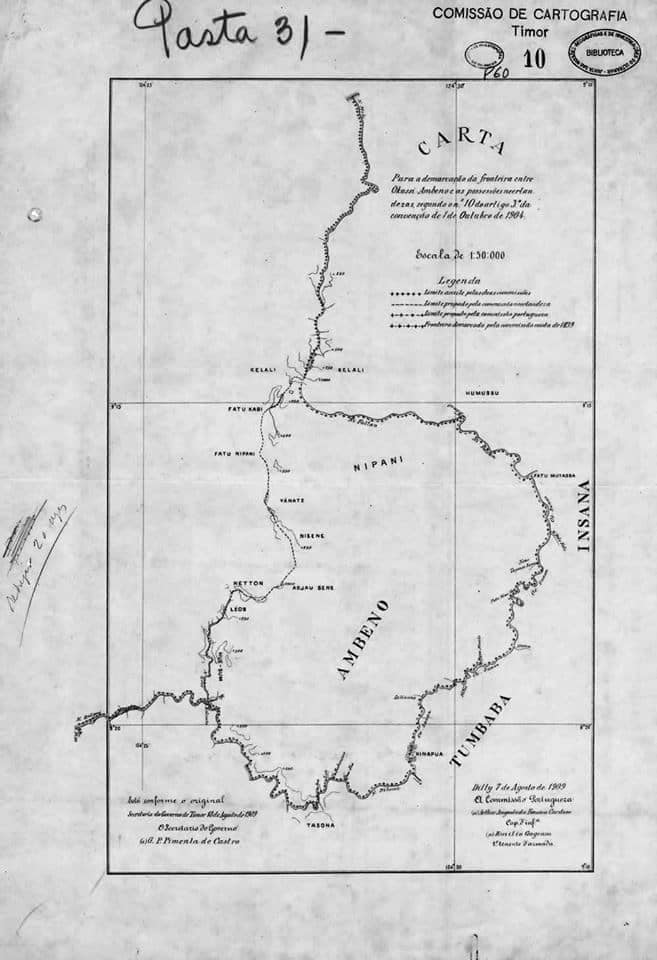
Portugiesische Karte der Ostgrenze von Oe-Cusse Ambeno (1909)

1897 kam es zu Kämpfen um Lamaknen zwischen Lamaquitos, das unter portugiesischer Oberhoheit stand, und dem niederländisch dominierten Lakmaras. In Lakmaras selbst kam es zu Scharmützeln zwischen den beiden Kolonialtruppen, bei denen es Tote gab. Zwischen dem 23. Juni und dem 3. Juli 1902 konferierte man in Den Haag erneut. Es wurde gestritten, ob Oe-Cusse Ambeno Teil der Lissabon-Konvention über den Austausch der Enklaven sei oder nicht. Portugal widersprach, da das Gebiet einen Küstenverlauf hat und daher nicht unter die Definition einer Enklave falle. Der Anspruch der Niederländer auf Maucatar wurde bisher mit der Oberhoheit über Lakmaras begründet, das eine Verbindung zu Maucatar schuf. Zwischenzeitlich war Lakmaras aber Untertan des Reiches von Lamaquitos im portugiesischen Machtbereich geworden und Maucatar müsste nach den bisherigen Vereinbarungen als Enklave an Portugal fallen. Andererseits war das Reich von Tahakay (Tahakai, Tafakay, Takay) zwischenzeitlich an das Reich von Lamaknen gefallen. Tahakay gehörte aber zur portugiesischen Einflusssphäre, Lamaknen zur niederländischen. Portugal wehrte sich in den Verhandlungen gegen diesen Verlust und forderte daher nun die gesamten niederländischen Gebiete im Zentrum Timors. Mit der Den Haag-Konvention vom 1. Oktober 1904 wurde ein Kompromiss geschlossen. Portugal sollte die niederländische Enklave Maucatar erhalten, im Austausch für die portugiesische Enklave Noimuti und die Grenzgebiete Tahakay, Tamira Ailala (Tamiru Ailala) und Lamaknen. Die umstrittenen Gebiete im Osten von Oe-Cusse Ambeno wurden den Niederländern zugesprochen. Die Grenze wurde definiert vom Zusammenfluss von Noèl Bilomi und Oè Sunan aus, dem Talweg des Oè Sunan folgend, weiter durch Nipani und Kelali (Keli) bis zur Quelle des Noèl Meto und folgt diesem bis zu dessen Mündung dessen Talweg. Zudem sicherten sich die Niederländer nun das Vorkaufsrecht für Osttimor. Portugal ratifizierte den Vertrag bis 1909, doch dann kam es zum Streit um die Grenzziehung an der Ostgrenze von Oe-Cusse Ambeno. 1910 nutzten die Niederlande die unübersichtliche Situation nach dem Sturz der portugiesischen Monarchie, um sich Lakmaras erneut mit europäischen und javanischen Truppen anzueignen.

Karte des Osten Oe-Cusse Ambenos mit Fatu Sinai von 1904
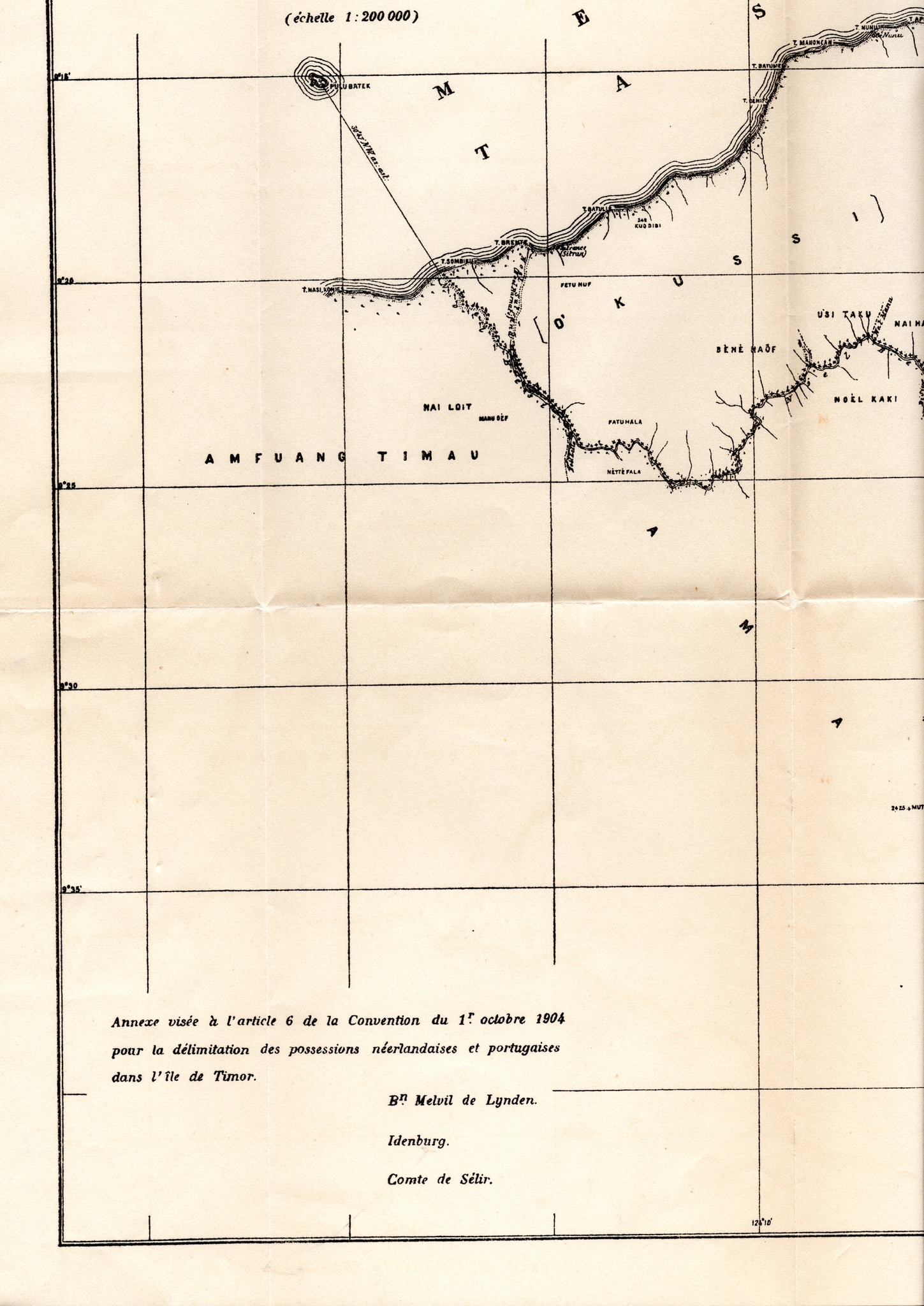
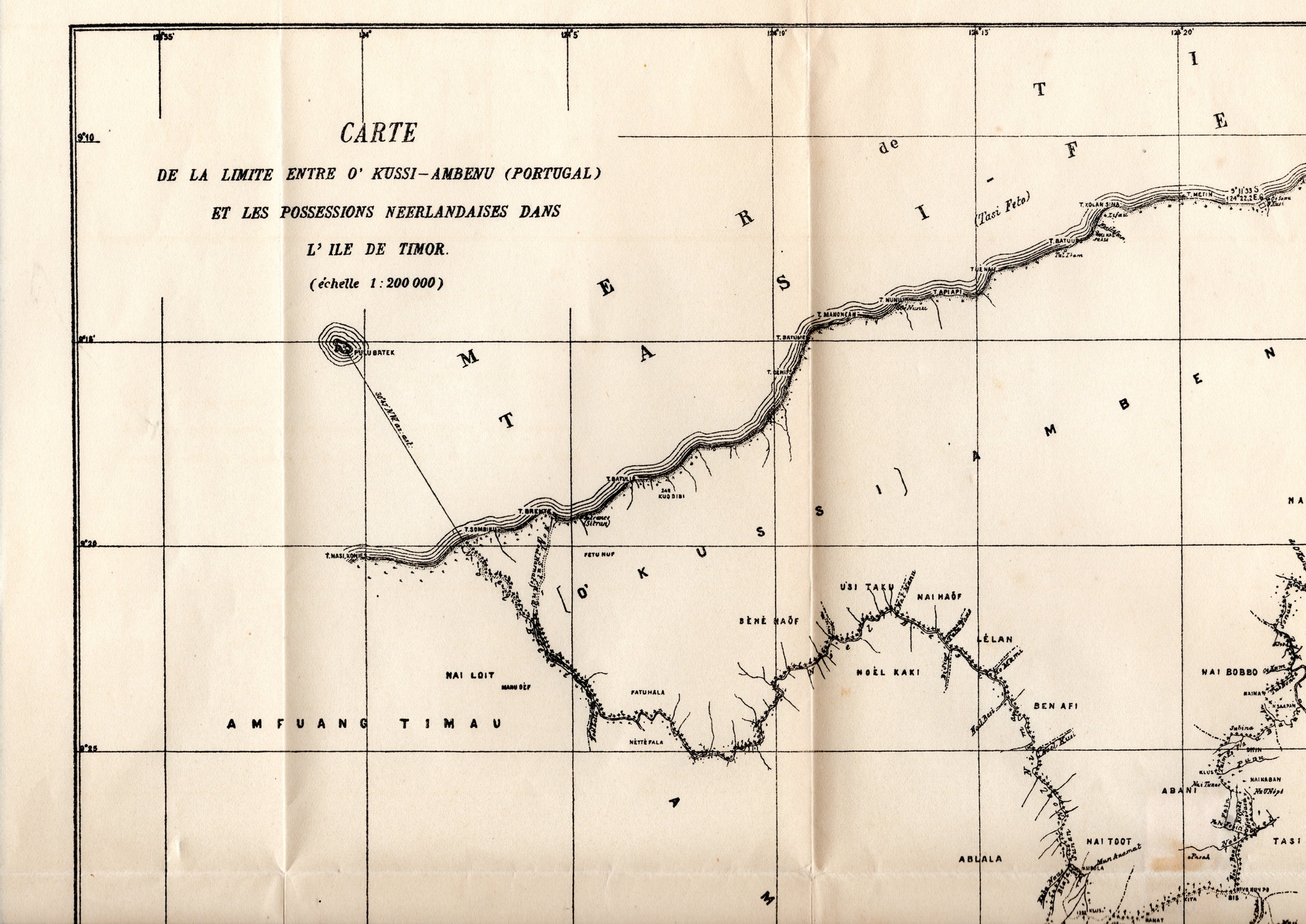
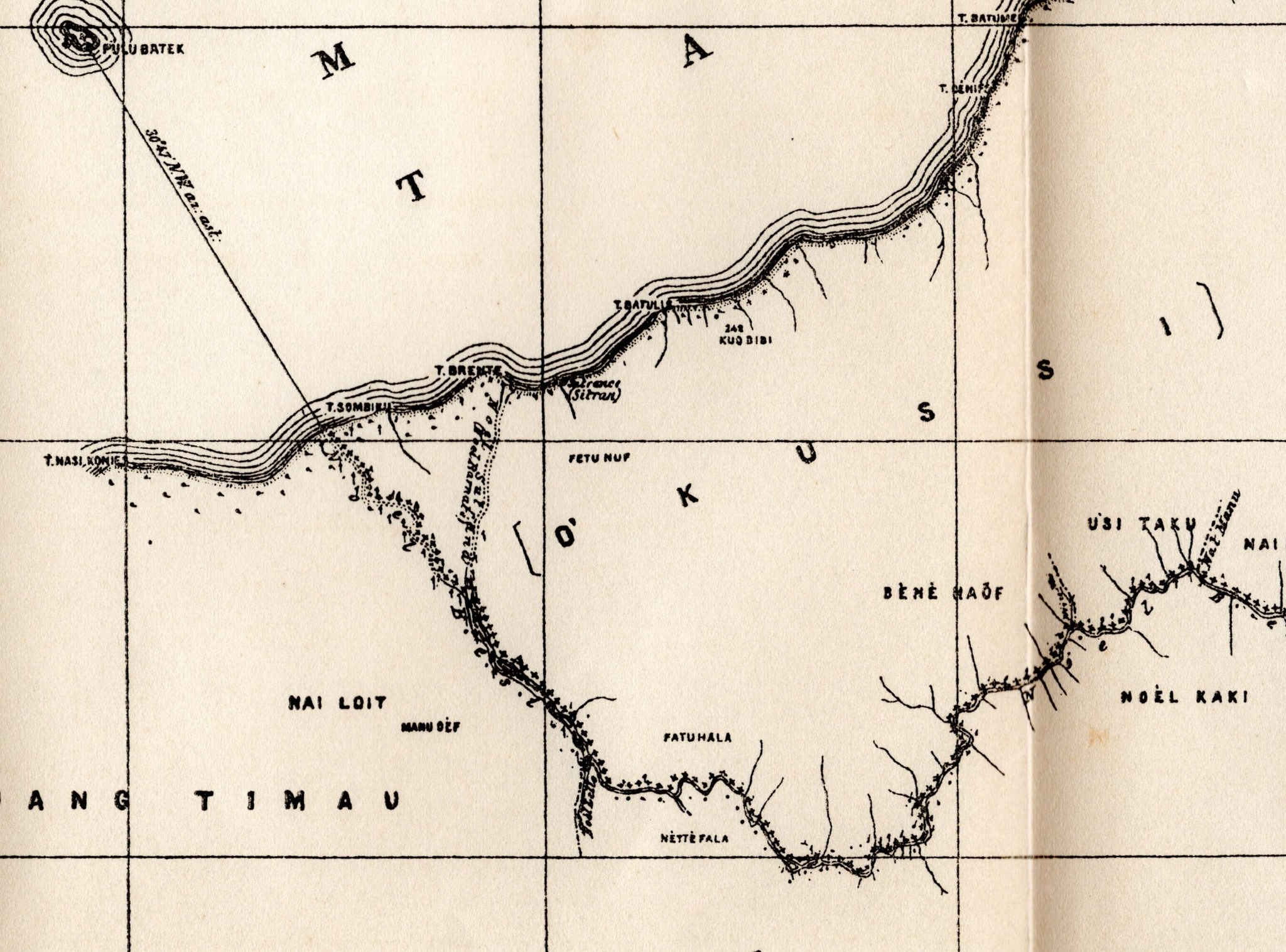

## Probleme bei der Vermessung

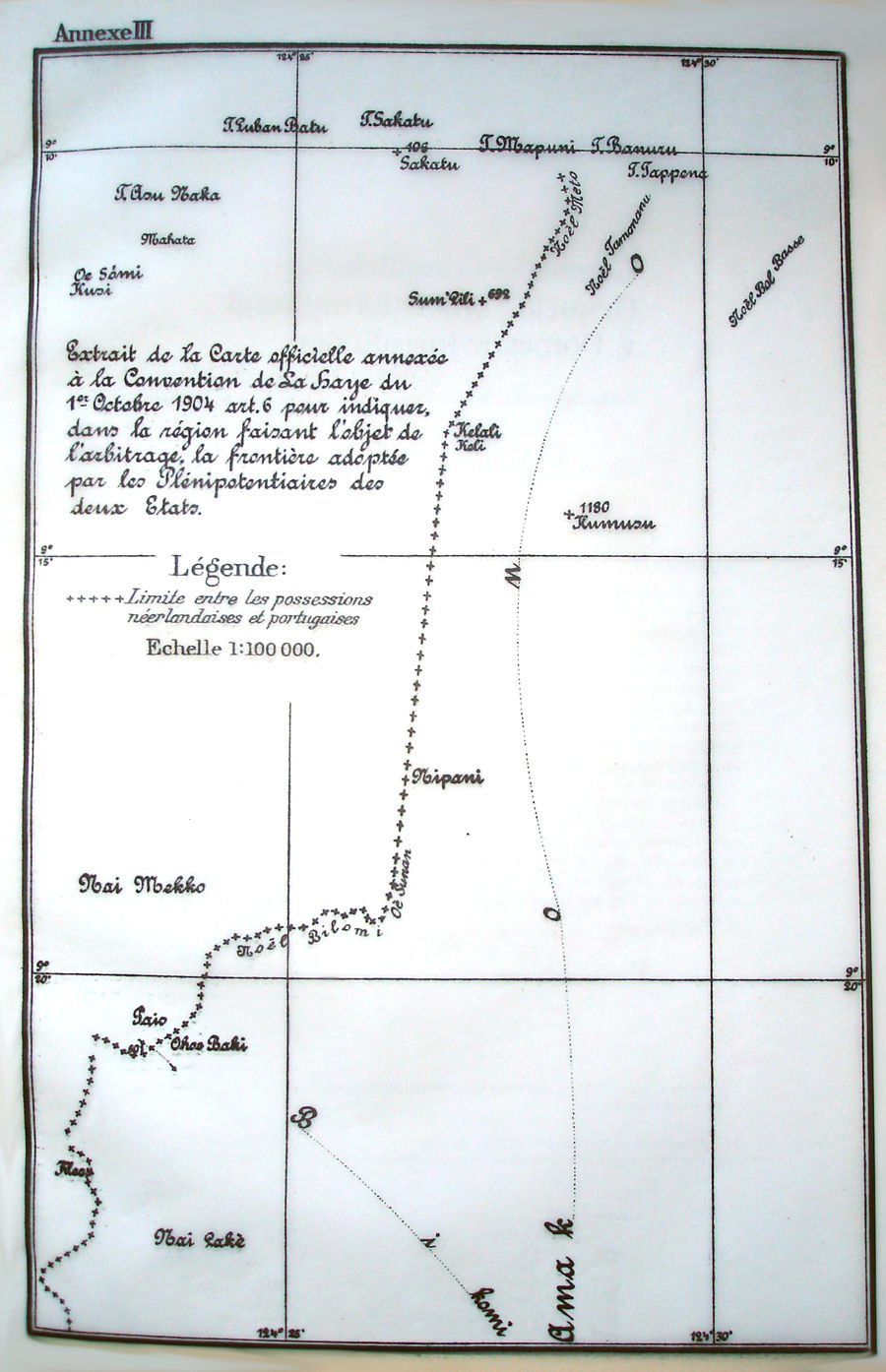
Annex III

Zwischen dem 1. und 10. Juni 1909 führte eine Kommission eine Vermessung der Ostgrenze von Oe-Cusse Ambeno durch, konnte sich aber nicht über den korrekten Verlauf einigen und entschied sich die offenen Fragen an deren Regierungen wieder zu übertragen.
Bei den Vermessungen hatte die Kommission im Norden an der Küste begonnen und war Richtung Süden dem Lauf des Noèl Meto gefolgt. Seine Quelle diente als Messpunkt. Der Weg zur Quelle war aber durch steile Klippen versperrt, die nicht zu überwinden waren, weswegen die Landvermesser sich entschlossen nur die Gebiete nördlich und südlich zu vermessen. So fehlte ein Gebiet zwischen der Quelle des Noèl Meto im Norden und dem Lauf des Noèl Bilomi im Süden.
Unstimmigkeiten kamen zuerst im Norden auf. Auf der Karte von 1904 (Annex III) fand sich der Name Kelali und dazu in Klammern Keli. Die Niederländer ordneten diese Markierung dem Gipfel des Berges Kelali zu. Dieser liegt westlich des Noèl Meto zwischen zwei spitzen Felsen und wurde von den Einwohnern vom niederländischen Tumbaba als Grenze zum portugiesischen Ambeno angegeben. Stattdessen forderten die Portugiesen den Talwegen östlich davon zu folgen.
Im südlichen Teil untersuchte die Kommission am 17. Juni 1909 die Grenzziehung entlang des Laufs des Nono Nisi (Nise), dann weiter am Lauf des Noèl Bilomi und kamen schließlich an dem Punkt, an dem die Expedition von 1899 ihre Arbeit beendet hatte. Der Punkt wurde auf der Karte von 1904 als Zusammenfluss von Noèl Bilomi und Oè Sunan markiert. Die jetzige Kommission fand hier zwar zwei nördliche Zuflüsse, keiner von ihnen hatte aber den Namen Oè Sunan. Die Niederländer erklärten dies damit, dass das Gebiet zwischen den Zuflüssen Sunan genannt werde und dass es eigentlich keinen Zufluss namens Oè Sunan gäbe, obwohl der Zusammenfluss als Startpunkt der Grenzziehung auf den Karten von 1899 und 1904 war. Die Portugiesen merkten an, dass es weiter östlich einen Fluss namens Oè Sunan oder Oil Sunan gibt, der zwar kein Zufluss des Noèl Bilomi ist, dessen Quelle aber in der „sehr nah dem Noèl Bilomi“ läge. Schließlich kam die Kommission überein, dass es keinen Zufluss namens Oè Sunan am Noèl Bilomi gibt, sondern dass der Fluss seinen Namen wechselt. Die Portugiesen betonten, dass damit der Noèl Bilomi noch immer existiere.
Die niederländische Delegation erklärte, dass der Bilomi in dieser Region den Namen geändert hat. „Ja, der Fluss existiert,“ antworteten die Portugiesen, „er trägt aber, entsprechend der Tradition der Eingeborenen, den Namen des Gebietes, das er gerade durchquert“.
Zuletzt fügt die portugiesische Delegation noch hinzu, steht, nicht sehr weit vom Nordufer des Bilomis, der Berg Kinapua. An dessen entgegenliegendem Hang fließt der Oè Sunan Richtung Nord. Man musste nur diesen Flusslauf folgen, dann den Fluss Noi Fulan hinauf, bis zur Quelle und zuletzt diese mit der Quelle des Noèl Meto verbinden, der von der gemeinsamen Kommission bereits anerkannt wurde.
Die Niederländer meinten jedoch, dass es keinen Sinn mache, die Vermessung dieses Flusses  weiterzuverfolgen, da sowohl der Berg Kinapua als das Grenzgebiet, das nach dem portugiesischen Vorschlag entstehen würde, sich außerhalb des im Jahre 1899 angefochtenen Territoriums befinden würden. Der Berg Tasonal erscheint auf der Landkarte von 1899 auf der weitesten östlichen Grenze der damaligen portugiesischen Forderungen, welche durch das Abkommen von 1904 abgelehnt wurden. Insofern kommt ein noch östlicher gehendes Grenzgebiet  nicht in Frage. Die gemeinsame Kommission unterbrach hier ihre Arbeiten und die Frage, inzwischen von den diplomatischen Diensten übernommen, verursachte eine endlose Korrespondenz zwischen den Kabinetten in Den Hag und Lissabon. Aus diesem Briefwechsel entstand die Konvention von 1913, die einem Schlichter das Recht zu entscheiden übertrug, nach den  „von den beiden Parteien gelieferten Fakten“ und  „auf der Basis der allgemeinen Grundrechten, wie die Grenze ab dem Noèl Bilomi bis zur Quelle des Noèl Metos, in Übereinstimmung mit Artikel 3, Nummer 10 des Den Hagener Abkommens  von  1. Oktober 1904... verlaufen sollte.“
Da sich die Regierungen nicht einigen konnten, wurde entschieden, nun den Ständigen Schiedshof anzurufen.

## Schiedsgericht in Den Haag

### Der portugiesische Standpunkt

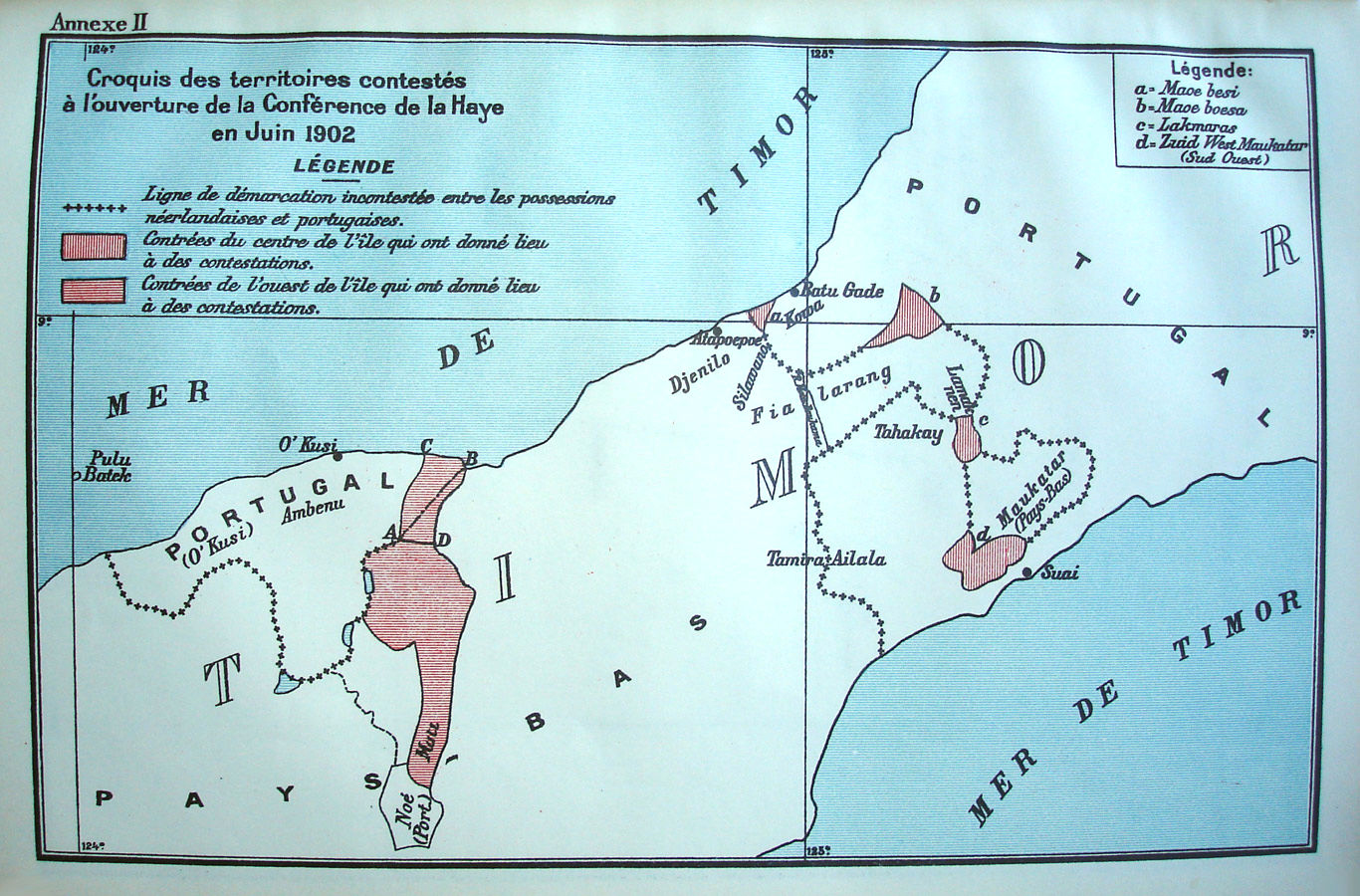
Annex II

Die portugiesische Regierung machte folgende Punkte geltend:
1. Der Zufluss zum Noèl Bilomi namens Oè Sunan, der an dem Punkt, wo die Arbeit 1899 eingestellt wurde, beziehungsweise der in Vertrag und Karte von 1904 angegeben ist, existiert nicht.
2. Stattdessen existiert weiter östlich ein Fluss namens Oè Sunan, der kein Zufluss des Noèl Bilomi ist, dessen Quelle aber in der Nähe von dessen Nordschleife am Berg Kinapua hat. Der Berg und der Oè Sunan wird von vielen einheimischen Herrschern als Grenzpunkt zwischen dem portugiesischen Ambeno und den niederländischen Gebieten Tumbaba und Amakono angesehen. Vom Kinapua fließt ein Bach Richtung Noèl Bilomi, so dass der Gipfel als Verbindung der beiden Wasserläufe dienen kann.
3. Laut der einheimischen Herrscher verläuft die Grenze Ambenos nach Osten entlang des Oè Sunan und nach Norden entlang des Flusses Ni Fullan. Westlich der Berge Kelali und Netton liegt das unumstritten zu Portugal gehörende Oecussi. Auf einer Karte eines Privatmannes, die in Batavia veröffentlicht wurde, wird sogar das gesamte von den Niederlanden beanspruchte Gebiet als Ambeno bezeichnet.
4. Der Vertrag von 1859 beruht auf dem Prinzip, dass die einheimischen Reiche nicht geteilt werden sollen. Ambeno wird aber mit dem niederländischen Vorschlag der Grenzziehung geteilt und die Einwohner werden ihrer Weiden und Felder beraubt, die dann im niederländischen Territorium liegen würden.
5. Es gibt keinen Beweis dafür, dass die festzulegende Grenze zwangsläufig an dem Punkt beginnen sollte, an dem die Abgrenzungsarbeiten 1899 aufgrund von Feindseligkeiten zwischen den Eingeborenen ausgesetzt wurden und an dem auf den Karten der Zusammenfluss von Bilomi und Oè Sunan eingezeichnet ist, der sich an diesem Ort aber nicht befindet. An diesem Ort gibt es zwei Ströme, den Kamboun und den Nono-Offi. Warum dem Lauf des Kamboun nach Norden folgen, statt dem des Nono-Offi, der aus dem Nordosten kommt und an diesem Punkt in die Bilomi mündet?
Nach Ansicht der portugiesischen Regierung war es nur wünschenswert, den Grenzkommissaren anhand der Karten von 1899 und 1904 eine Skizze zu geben, die dazu dient, Ideen zu fixieren, und als vagen und einfachen Hinweis darauf, was später geregelt werden sollte.
Die wahre Absicht der Unterzeichner des Vertrages von 1904 bestand darin, dem Verlauf des Oè Sunan zu folgen, wo er in Wirklichkeit liegt, das heißt viel weiter östlich. Im Sinne des Vertrags hindert also nichts den Aufstieg des Bilomi zu dem Punkt, der der Quelle des wahren Oè Sunan am nächsten liegt, einer Quelle, die so nahe am Verlauf des Bilomi liegt, dass sie beinahe ein Nebenfluss ist.
6. Die von den Niederlanden vorgeschlagene Linie, die nach dem Vertrag von 1904 „so weit wie möglich Nipani und Kelali (Keli) überqueren“ soll, überquert Nipani nicht, sondern berührt nur den Fatu Nipani, also das westliche Ende des Nipani. Daher entspricht es nicht dem Plan von 1904.
7. Die von den Niederlanden vorgeschlagene Linie stellt keine natürliche Grenze dar, während die von Portugal vorgeschlagene Linie fast auf der gesamten Länge Wasserläufen folgt.

### Der niederländische Standpunkt

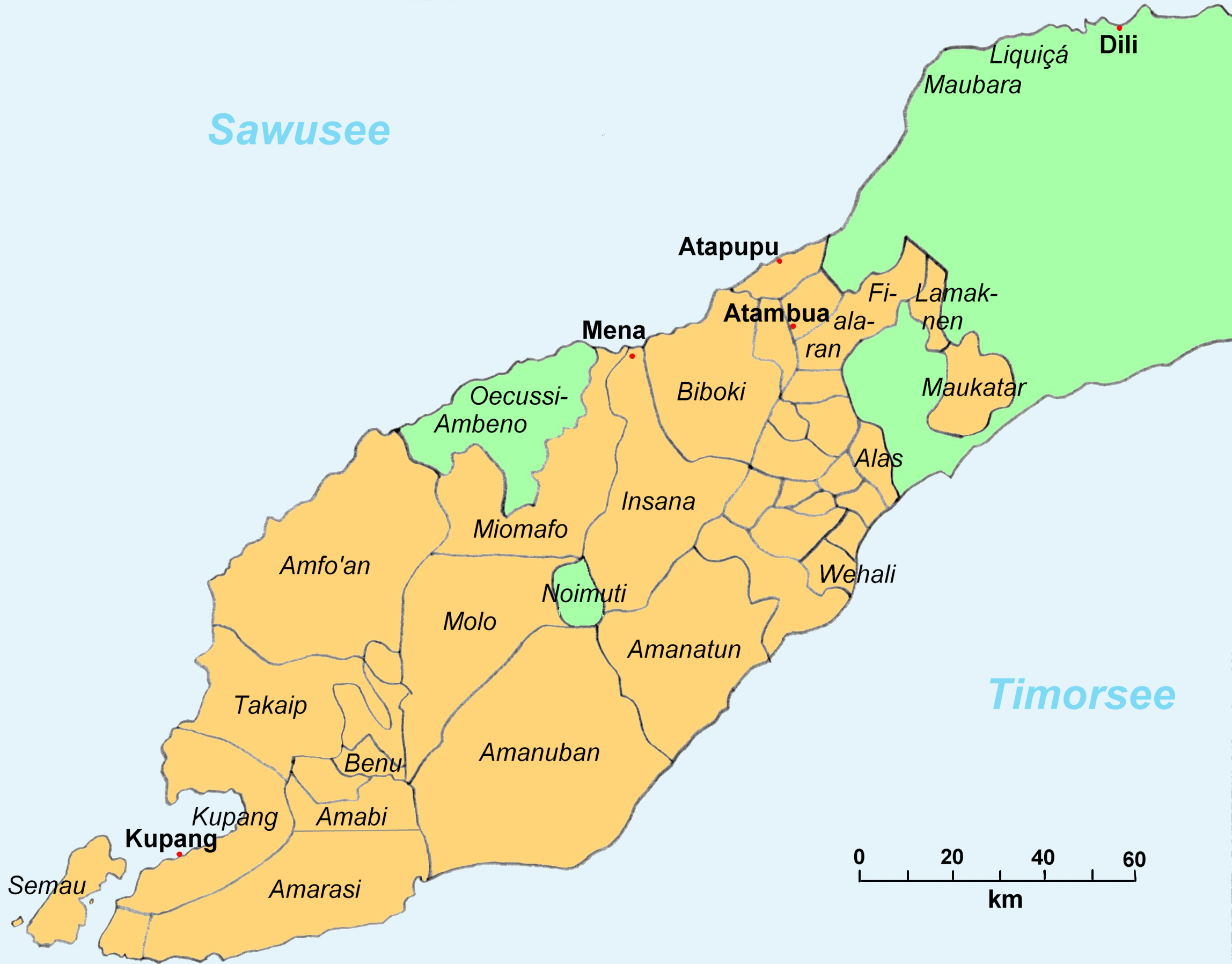
Grenzen auf Timor 1911 aus Sicht der Niederlande

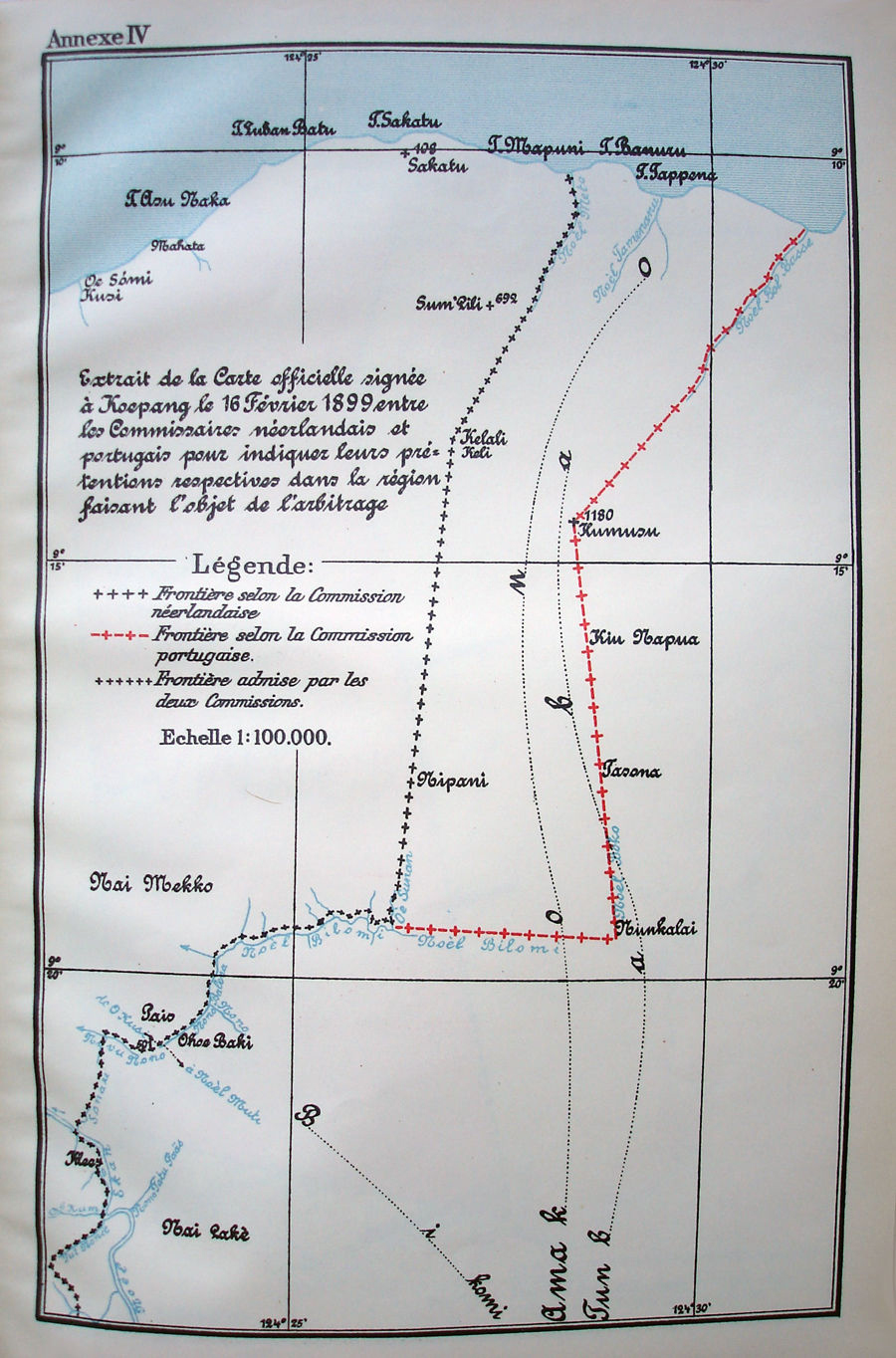
Annex IV

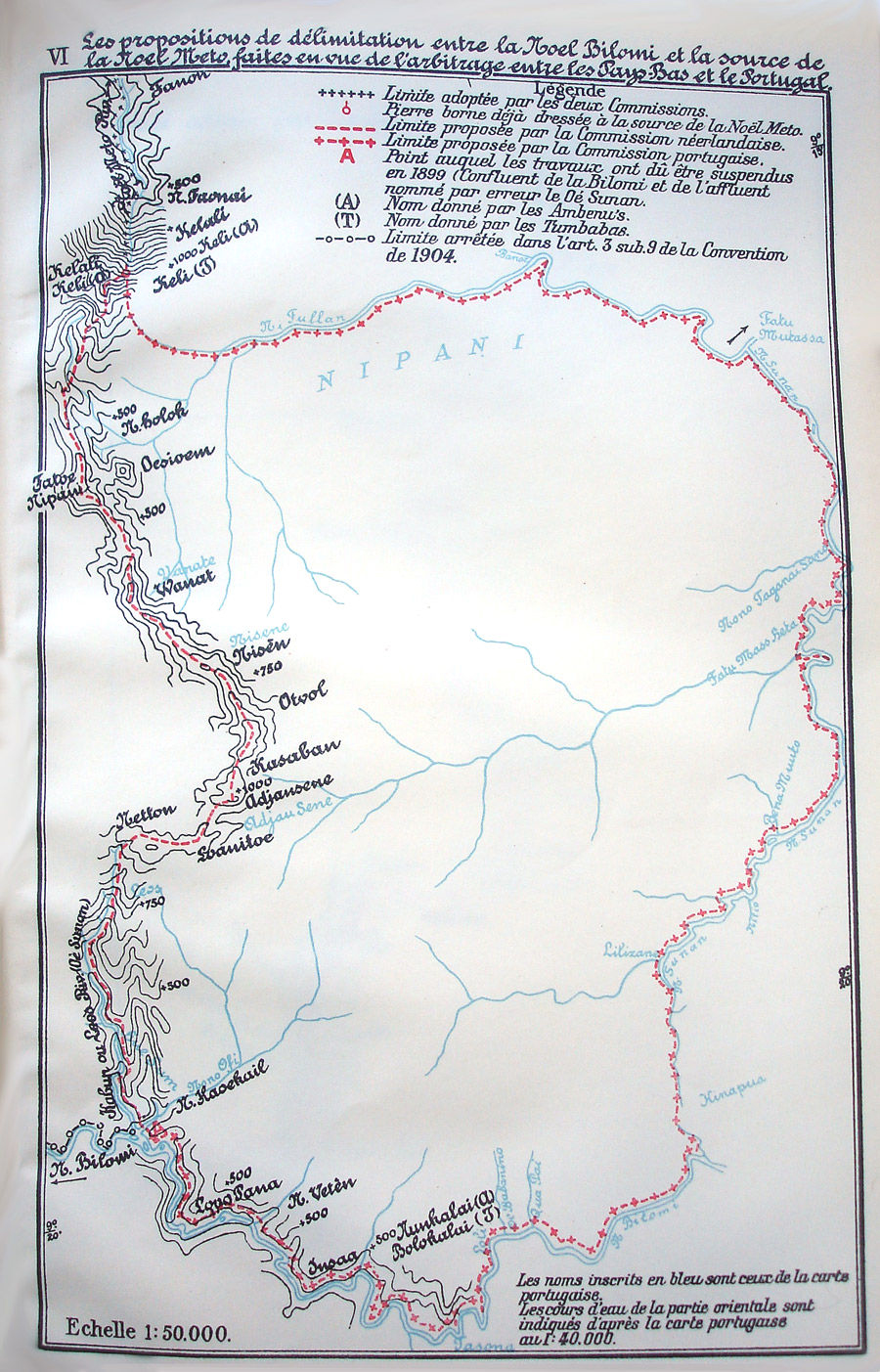
Annex VI

Die Hauptargumente der Regierung der Niederlande lassen sich wie folgt zusammenfassen:
1. Der Vertrag von 1859 schreibt nicht zwingend vor, dass einheimische Gebiete nicht aufgeteilt oder parzelliert werden sollten. Im Gegenteil, er ordnete Portugal den Staat Ambeno zu, „wo auch immer die portugiesische Flagge dort gesetzt wird“, und untersagt damit aber nicht die Teilung eines einheimischen Staates, sondern fordert genau dadurch die Teilung des Staates Ambeno und zwar mit folgenden Worten: „Die Niederlande treten an Portugal ab ... den Teil des Staates Ambenu oder Ambeno, der seit mehreren Jahren die portugiesische Flagge führt.“
2. Es besteht keine Ungewissheit hinsichtlich des Ortes, an dem die Grenzkommissare 1899 aufhörten. Dieser Punkt diente als Grundlage für die Verhandlungen von 1902 und wurde auf der Karte (Anhang III) markiert, die zu diesem Zeitpunkt von den Verhandlungspartnern unterzeichnet wurde, um dem Vertragsentwurf beigefügt zu werden. Dieser Entwurf von 1902 wurde zum Vertrag von 1904. Von diesem Punkt aus und von keinem anderen Punkt aus beginnt die Linie AC, die 1902 als ordnungsgemäß bildende Grenze anerkannt wurde (Kartenanhang I). Diese Linie AC erstreckt sich von diesem Punkt nach Norden bis zur Quelle des Flusses Noèl Meto, und die Grenze sollte dann diesem Wasserlauf bis zu ihrer Mündung in das Meer im Norden folgen.
Der Ort der Quelle des Noèl Meto wurde 1909 anders erkannt: Eine Markierung wurde dort einvernehmlich aufgestellt. Die Diskussion betraf nur die Erhebung zwischen dieser Quelle und dem Punkt A, der sich an dem Ort befand, an dem die Kommissare 1899 aufhörten.
3. Auf der offiziellen Karte von 1899 (Anhang IV), wie auf der offiziellen Karte von 1904 (Anhang III), ist ein Nebenfluss, dem durch einen Fehler, den die Niederlande nicht bestreiten, der Name Oè Sunan gegeben wurde, wird als aus dem Norden kommend an den betreffenden Punkt dargestellt. Dieser Nebenfluss, der in Wirklichkeit unter den Tumbabas den Namen Kabun und unter den Ambenos den von Lèos trägt, entspricht vollständig der Absicht der Vertragsparteien, die von Punkt A aus einen aus Norden kommenden Nebenfluss aus dem Norden antreten sollte die Richtung AC. Der Namensfehler hat weniger Bedeutung, da die Wasserläufe in dieser Region sehr oft mehrere Namen haben oder deren Namen ändern oder den Namen des Landes tragen, das sie durchqueren: die Region östlich des Kabun oder Lèos (dem Oè Sunan von 1904) hat nach Angaben der portugiesischen Regierung den Namen Hue Son, einen ähnlichen Klang und nach Aussage der niederländischen Kommissare den Namen Sunan, was den Fehler der Kommissare erklären könnte.
4. Die einheimischen Herrscher von Amakono (niederländisch) erklärten (Sitzung der gemeinsamen Kommission vom 21. Februar 1899), dass ihr Land die gesamte Region umfasst, die zwischen Oè Sunan, Nipani, Kelali-Keli und Noèl Meto (im Westen), dem Meer von Timor (im Norden), dem Noèl Boll Bass, den Bergen Humusu und Kin Napua (im Osten), Tasona, dem Noèl Boho und dem Noèl Bilomi (im Süden) liegt. Die Westgrenze, die 1899 zwischen den niederländischen Amakono und dem portugiesischen Ambeno beschrieben wurde, ist jene, die durch den Vertrag von 1904 festgelegt wurde. Der dort erscheinende Oè Sunan kann nur der Wasserlauf sein, den man im gegenseitigen Einvernehmen irrtümlich in den offiziellen Karten von 1899 und 1904 eintrug, also ein Wasserlauf westlich des umstrittenen Gebiets und nicht der angebliche Oè Sunan, auf den Portugal sich nun bezieht und an der Ostgrenze des umstrittenen Gebietes liegt. Der Vertrag von 1904 hat den Niederlanden dieses umstrittene Gebiet zugewiesen. Die Grenze soll daher am westlich gelegenen Wasserlauf liegen, wie auch immer er genannt wird.
Der Beweis, dass Portugal 1899 und 1904 den östlichen Strom, dem es jetzt den Namen Oè Sunan gibt, nicht hätte berücksichtigen können, ist die Tatsache, dass seine Kommissare in der Sitzung vom 21. Februar 1899 als Grenze eine Linie vorgeschlagen haben, die am Punkt beginnt, wo der nun Oè Sunan genannte Strom in den Bilomi mündet, und dann dem Noèl Bilomi ostwärts folgt bis Nunkalaï folgt (dann Tasona überquert und von Kin Napua nach Norden bis nach Humusu und bis zur Quelle des Noèl Boll Bass führt, dessen Verlauf als Grenze bis zu seiner Mündung ins Meer gedient hätte). Dieser portugiesische Vorschlag von 1899 wäre unverständlich, wenn es sich um einen anderen Strom handeln würde als den, der auf den offiziellen Karten von 1899 und 1904 unter dem Namen Oè Sunan erscheint.  Wie könnte es sich um einen anderen Fluss Oè Sunan handeln, der östlich von Nunkalaï liegt, da der Nunkalaï in Wirklichkeit westlich und nicht östlich dieses neuen Oè Sunan liegt, den die Portugiesen entdeckt haben?
5. Zwei kürzlich von den niederländischen Behörden auf Timor eingeleitete Untersuchungen bestätigten außerdem, dass kein Fluss namens Oè Sunan auf dem Berg Kinapua entspringt. Der Bach, der am Nordhang in einer gewissen Entfernung vom Gipfel entspringt, trägt die Namen Poeamesse und Noilpolan und mündet bei Fatoe Metassa (dem Fatu Mutassa der Portugiesen) in den Noèl Manama, den Ni Fullan der portugiesischen Karten.
6. Zwar durchquert die von den Niederlanden vorgeschlagene Linie nicht das Gebiet von Nipani, aber der Vertrag von 1904 verlangt dies nicht. Er sieht vor, dass die Linie, die die Quelle des Oè Sunan und die Quelle des Noèl Meto verbinden soll, „Nipani so weit wie möglich“ durchquert. Da das zu begrenzende Gebiet unerforscht war, waren die Worte „so weit wie möglich“ gerechtfertigt. Tatsächlich überquert die von den Niederlanden vorgeschlagene Linie, wenn sie überhaupt das Gebiet von Nipani durchquert, die westliche Extremität namens Fatu Nipani. Nun, gemäß den Erklärungen, die im Prozess der Abgrenzung vom 21. Februar 1899 aufgezeichnet wurden, bezeichneten die Eingeborenen den Oè Sunan, Nipani, Kelali und den Noèl Meto als Ostgrenze von Oe-Cusse Ambeno (portugiesisch) und als westliche Grenze von Amakono (niederländisch). Sie dachten an den felsigen Fatu Nipani, als das westliche Ende von Nipani.
7. Die von den Niederlanden vorgeschlagene Grenze ist eine natürliche Grenze, die von einer Gebirgskette gebildet wird, die die Wasserläufe vollständig voneinander trennt. In den Jahren von 1902 bis 1904 wurde nie vorgeschrieben oder empfohlen, allein Wasserläufen zur Grenzziehung zu folgen. Und an der nördlichen Grenze von Oe-Cusse Ambeno wurden, insbesondere dort, wo die Grenzlinie vom Einzugsgebiet eines Flusses zum anderen verläuft, an vielen Stellen Vereinbarungen getroffen.
Es wird auch ausreichen, die Grenze auf der von den Niederlanden vorgeschlagenen Gratlinie auf einigen Metern zu markieren.
Das Gutachten, das Portugal einbringt, fordert selbst Vermessungen in der Region um den Berg Kinapua, zwischen dem Bilomi und dem angeblichen neuen Oè Sunan und anderswo in der Region, zwischen der Quelle des Noèl Meto und dem Strom, dem die Portugiesen den Namen Ni-Fullan gegeben haben, das heißt an den beiden Enden der portugiesischen Untersuchungen.
8. Die Grenzlinie, die Portugal heute vorschlägt, wiederholt seine Ansprüche von 1899 und 1902 in dieser Region. Es ist jetzt unbestritten, dass Portugal durch die Annahme der Linie A C auf der Konferenz von 1902 und deren Aufnahme in den Vertrag von 1904 das Gebiet abgetreten hat, auf das es früher Anspruch erhoben hatte. Entsprechend kann es seinen Anspruch auf dasselbe Gebiet heute nicht erneuern.

### Der Schiedsspruch

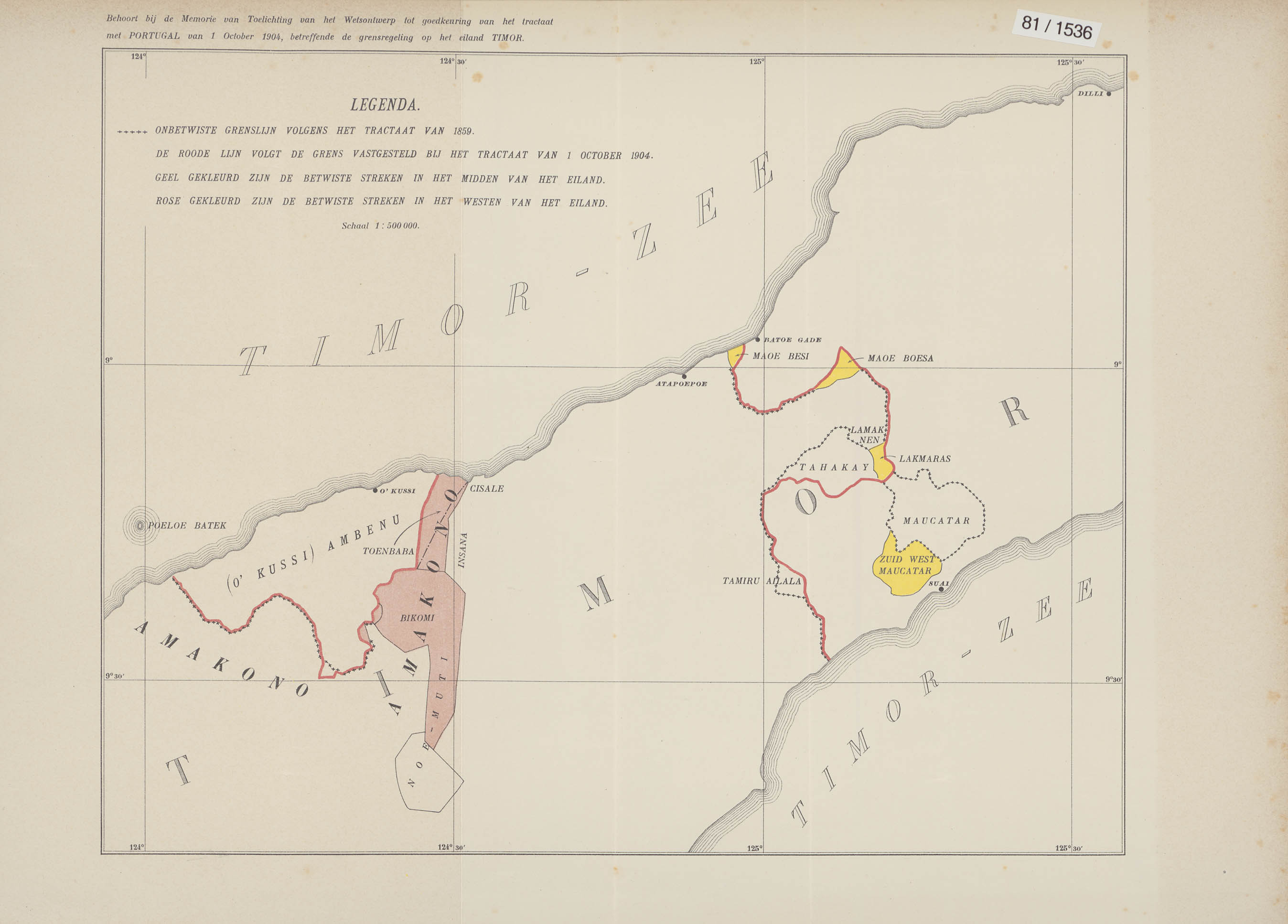
Niederländische Karte mit dem alten und neuen festgelegten Grenzverlauf

“Article 3, number 10, of the Convention concluded at The Hague, October 1, 1904, concerning the delimitation of Dutch and Portuguese possessions in the Island of Timor, ought to be interpreted in conformity with the conclusions of the Royal Government of the Netherlands as to the boundary from the Noèl Bilomi as far as the source of the Noel Meto; consequently there will be a survey of that part of the frontier on the basis of the map at 1/50,000 annexed under No. IV of the first Memorial deposited with the arbitrator by the Dutch Government. A reproduction of this map signed by the arbitrator is appended as annex VII to the present award of which it shall be an integral part.
Expenses, fixed at 2,000 francs, have been deducted from the sum of 4,000 francs placed in the hands of the arbitrator in execution of art. 8 of the compromis of April 3, 1913; the remainder, or 2,000 francs, will be remitted in equal shares to the two Parties and against receipt, at the time of the notification of the award.
Seal of the Permanent Court of Arbitration Done in triplicate of which one copy shall be delivered, against receipt by the Secretary General of the International Bureau of the Permanent Court of Arbitration at The Hague, to His Excellency the Minister of Foreign Affairs of the Netherlands to serve as notification to the Royal Government of the Netherlands, and of which the second shall be delivered on the same day and in the same manner to His Excellency the Envoy Extraordinary and Minister Plenipotentiary of the Portuguese Republic to H.M. the Queen of the Netherlands, to serve as notification to the Government of the Portuguese Republic. The third shall be deposited in the archives of the International Bureau of the Permanent Court of Arbitration.
Paris, June 25, 1914.”

„Artikel 3, Nummer 10 des am 1. Oktober 1904 in Den Haag geschlossenen Übereinkommens über die Abgrenzung niederländischer und portugiesischer Besitztümer auf der Insel Timor ist in Übereinstimmung mit den Schlussfolgerungen der königlichen Regierung der Niederlande so auszulegen, dass die Grenze vom Noèl Bilomi bis zur Quelle des Noel Meto folgt; Infolgedessen wird auf der Grundlage der Karte Nr. 1/50.000, die unter Nr. IV des ersten von der niederländischen Regierung beim Schiedsrichter hinterlegten Denkmals beigefügt ist, eine Übersicht über diesen Teil der Grenze erstellt. Eine vom Schiedsrichter unterzeichnete Reproduktion dieser Karte ist als Anhang VII dem vorliegenden Schiedsspruch beigefügt, dessen Bestandteil sie sein soll.
Die auf 2.000 Franken festgesetzten Aufwendungen wurden von der Summe von 4.000 Franken abgezogen, die dem Schiedsrichter zur Ausführung übergeben wurden. 8 des Kompromisses vom 3. April 1913; Der Restbetrag, oder 2.000 Franken, wird zu gleichen Teilen an die beiden Parteien und gegen Quittung, zum Zeitpunkt der Bekanntgabe des Schiedsspruchs überwiesen.
Siegel des Ständigen Schiedsgerichts in dreifacher Ausfertigung, von dem eine Kopie gegen Eingangsbestätigung beim Generalsekretär des Internationalen Büros des Ständigen Schiedsgerichts in Den Haag an Seine Exzellenz, den Außenminister der Niederlande, zuzustellen ist. Sie dient als Mitteilung an die königliche Regierung der Niederlande. Die zweite wird am selben Tag und auf dieselbe Weise an Seine Exzellenz, den außerordentlichen Gesandten und Bevollmächtigten des Ministers der portugiesischen Republik bei Ihrer Majestät, der Königin der Niederlande, übergeben, um der Regierung der Portugiesischen Republik als Mitteilung zu dienen. Die Dritte wird im Archiv des Internationalen Büros des Ständigen Schiedsgerichts hinterlegt.
Paris, 25. Juni 1914.“

Der Schweizer Richter Charles Édouard Lardy vom Ständigen Schiedshof in Den Haag beendete damit einen Jahrhunderte alten Streit.

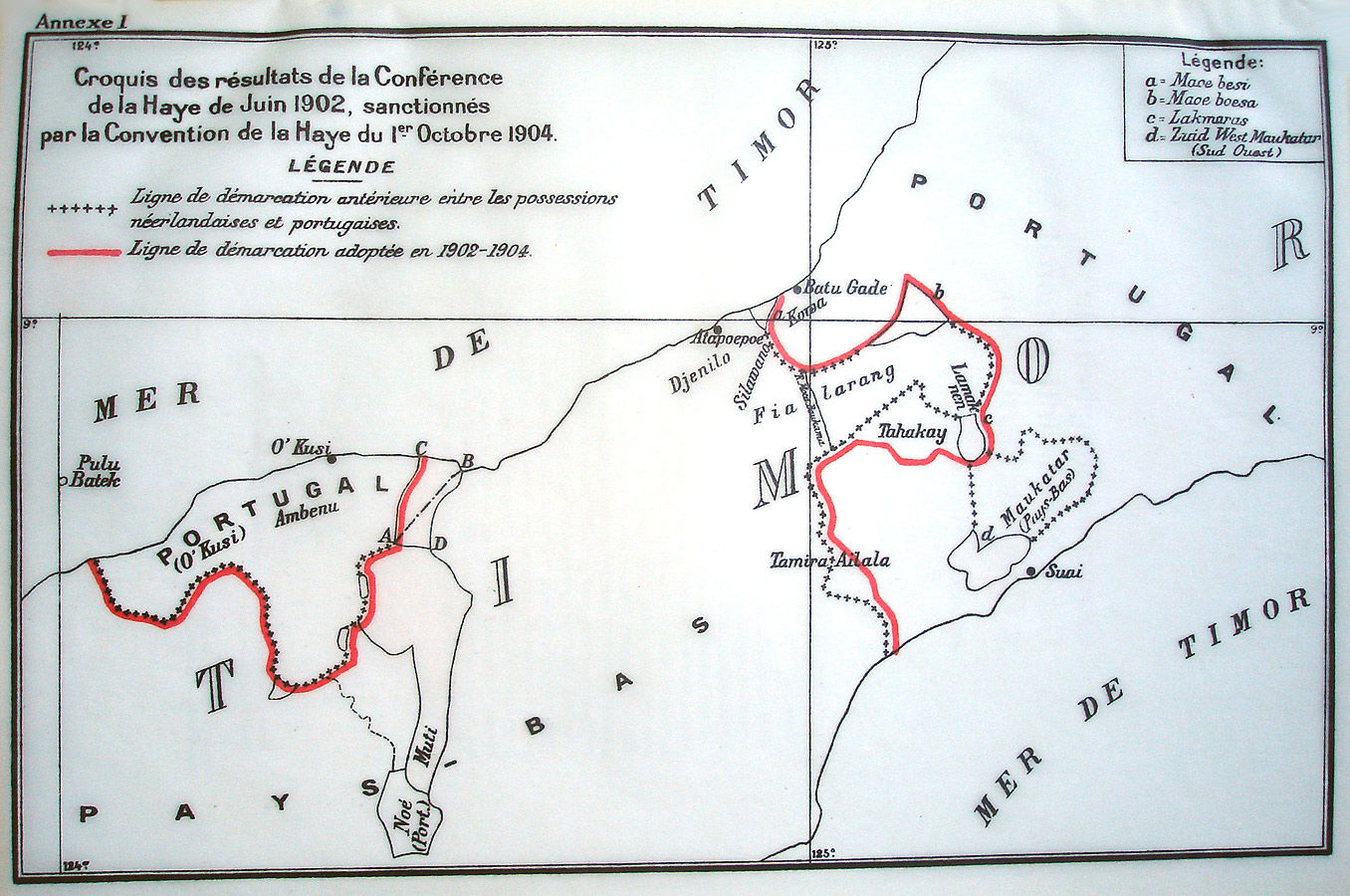
Karte Annex I aus der Serie zum Schiedsspruch des Ständigen Schiedshofs vom 25. Juni 1914
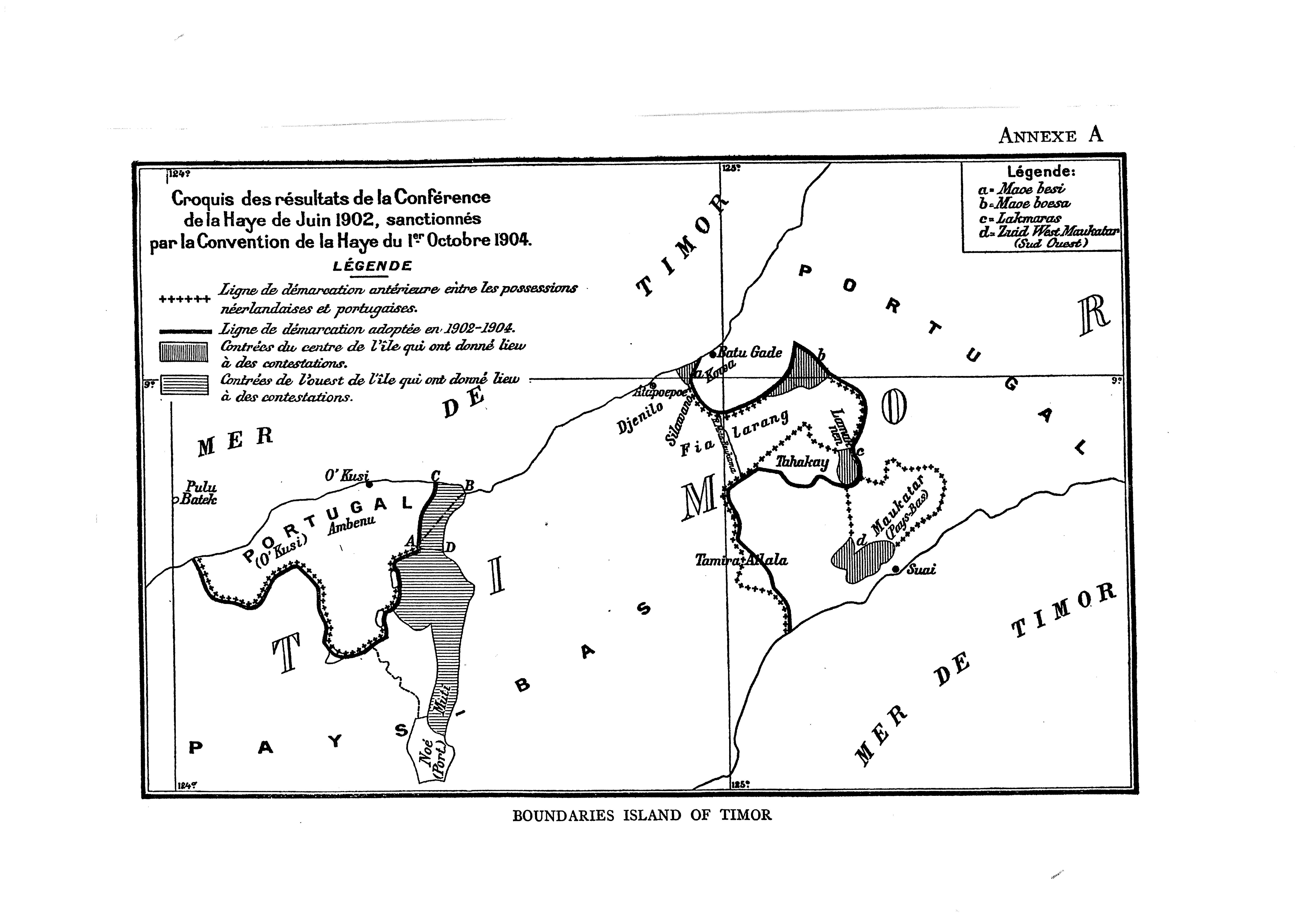
Annex A. Zur Vereinfachung und Übersichtlichkeit wurden einige Karten kombiniert.
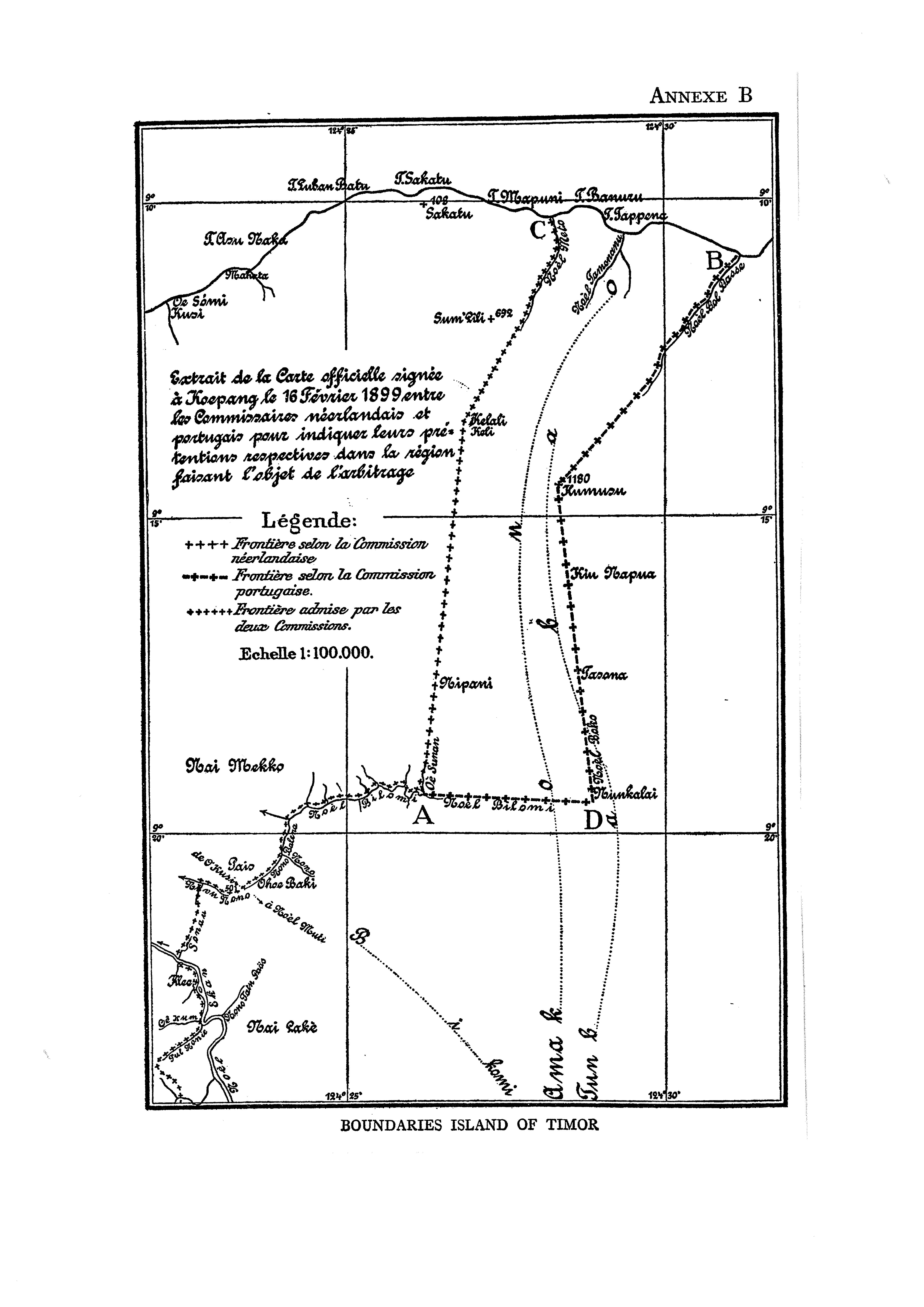
Annex B. Kombiniert die Karten von 1899 und 1904, in denen die Linien A und C zusammen–fielen.
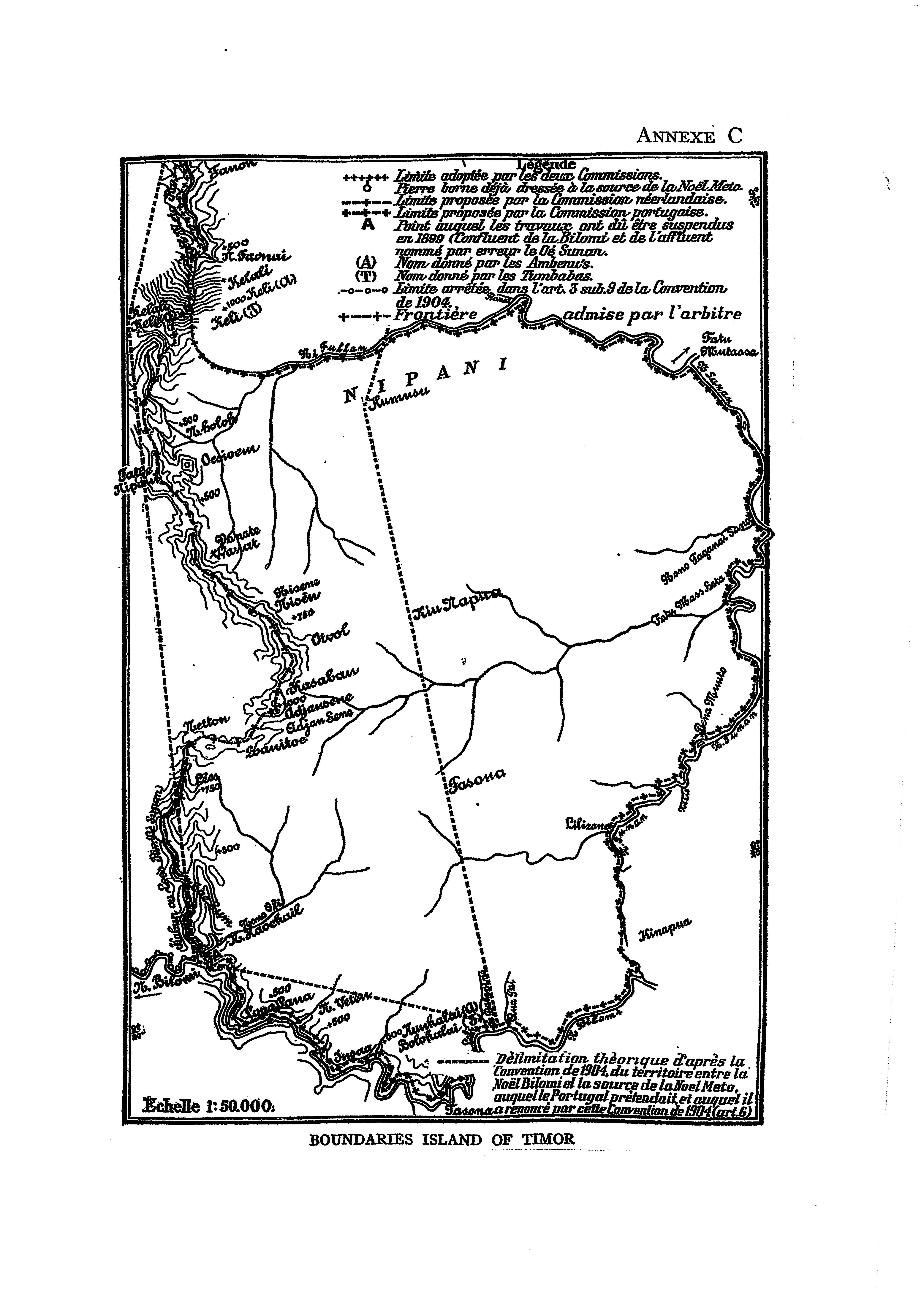
Annex C
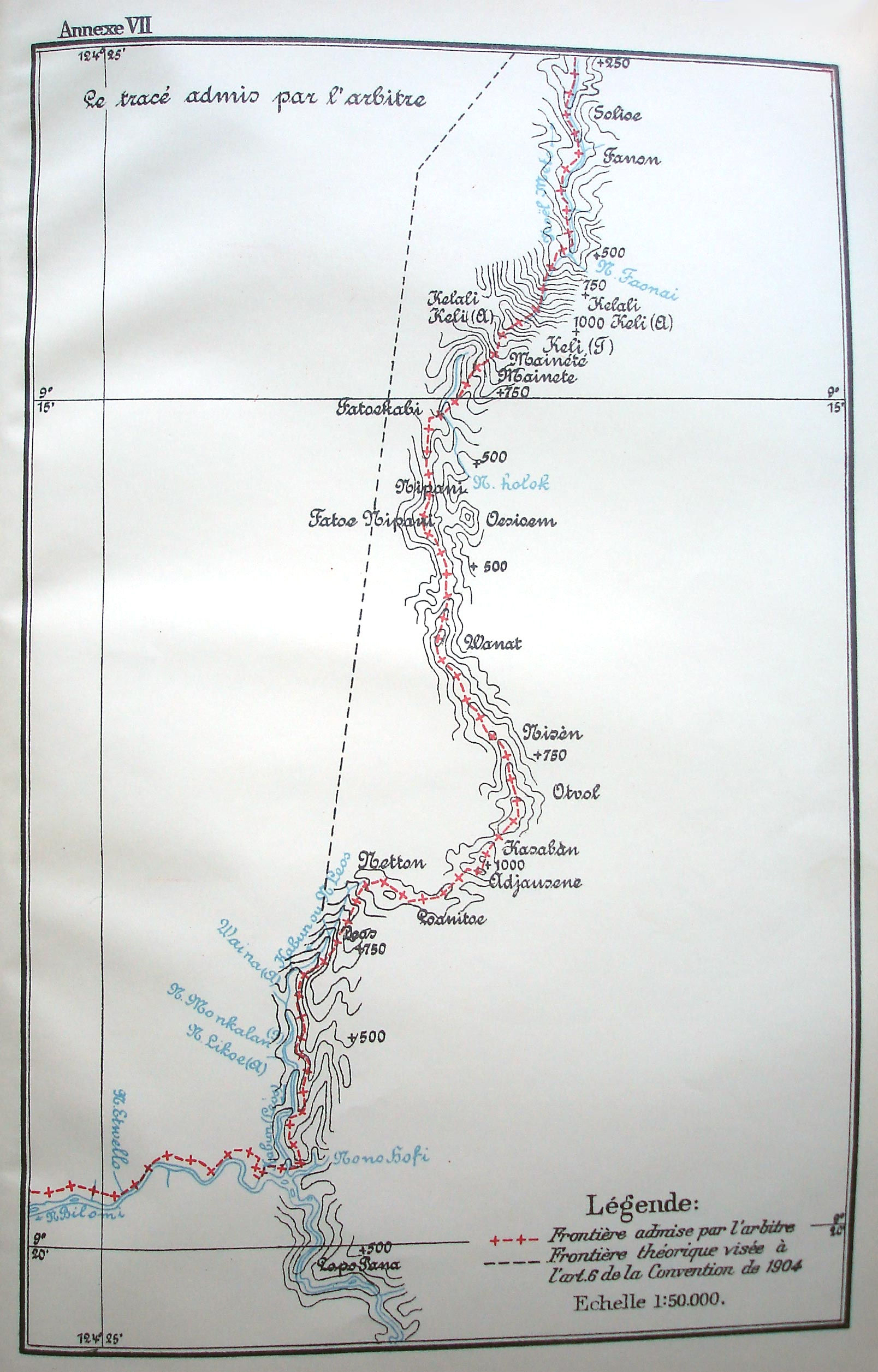
Annex VII

## Entkolonisierung

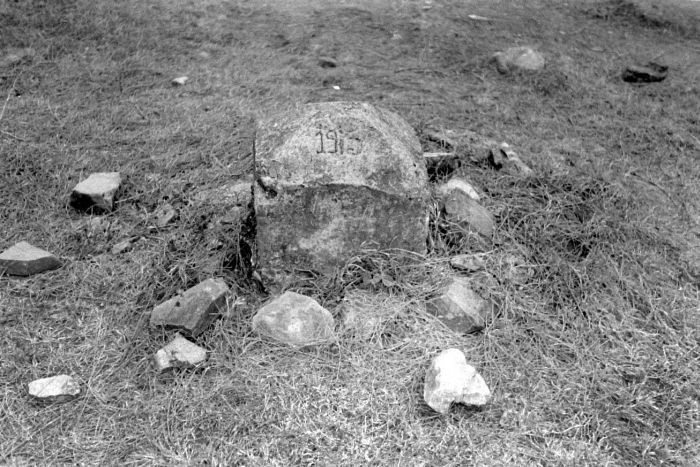
Grenzstein von 1915 zwischen Westtimor und Oecusse

1945 wurden die niederländischen Besitzungen auf und rund um Timor als Teil Indonesiens unabhängig, während Portugiesisch-Timor zunächst eine Überseeprovinz blieb. Erst nach der Nelkenrevolution von 1974 begann Portugal mit der Entkolonisierung seiner Besitzungen. In Osttimor kam es zu einem Bürgerkrieg zwischen den beiden größten Parteien, den Indonesien zur Besetzung des Grenzgebietes nutzte. Unter den drohenden Vorzeichen der totalen Invasion rief die aus dem Machtkampf siegreich hervorgehende FRETILIN am 28. November 1975 die Unabhängigkeit der Demokratischen Republik Osttimor aus, doch nur neun Tage später begann Indonesien offen mit der Besetzung und Annexion Osttimors.
Die folgenden 24 Jahre Besatzung und Guerillakrieg kosteten fast 200.000 Menschen das Leben. Auf Druck der internationalen Gemeinschaft wurde schließlich 1999 ein Referendum durchgeführt, in dem die Bevölkerung die Wahl hatte zwischen der Unabhängigkeit und einer Zugehörigkeit zu Indonesien als autonome Provinz. 78,5 % entschieden sich für die Unabhängigkeit. Osttimor kam unter UN-Verwaltung und wurde schließlich am 20. Mai 2002 in die Unabhängigkeit entlassen.

## Nach der Unabhängigkeit Osttimors

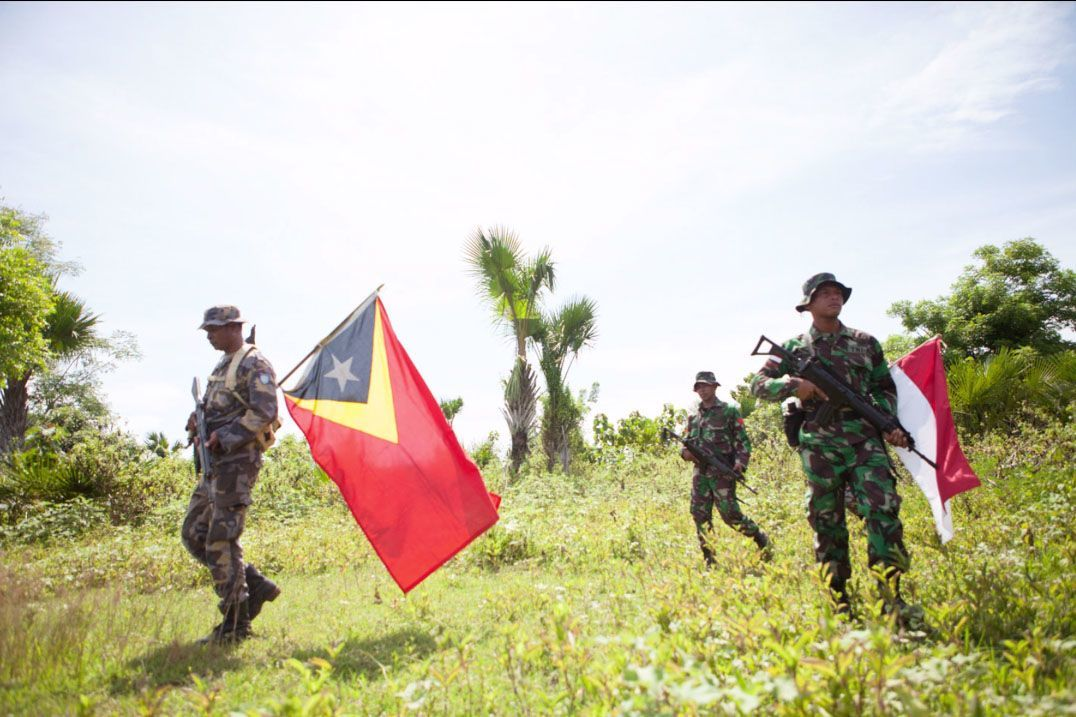
Osttimoresen und Indonesier auf gemeinsamer Grenzpatrouille

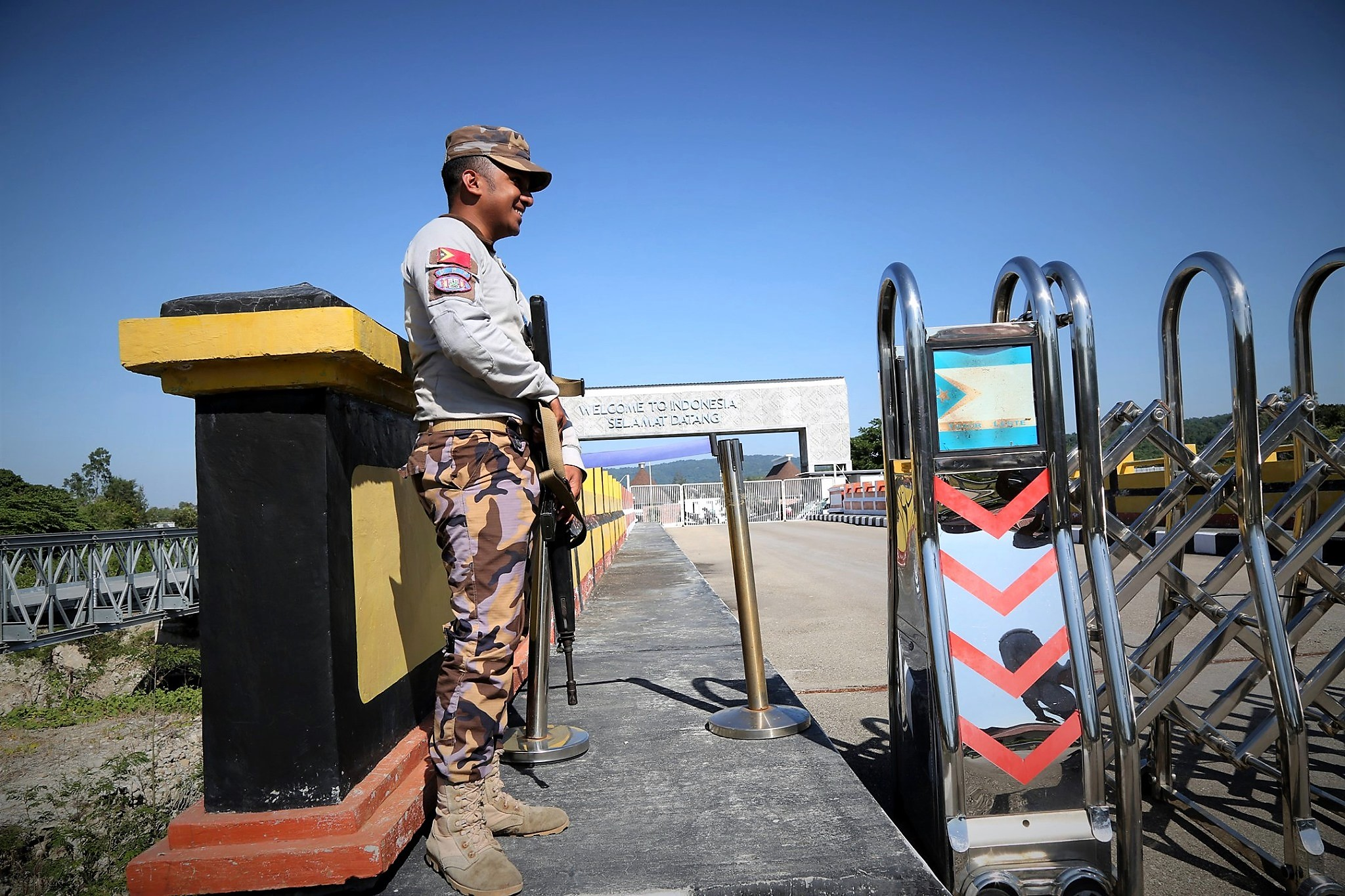
Der Grenzübergang in Motamasin

Noch 2001 warnten Angehörige des indonesischen Militärs, dass die Unabhängigkeit Osttimors Sezessionsbewegungen in Westtimor hervorrufen könne. Osttimoresische Separatisten hätten in Westtimor lokale Unterstützung, auch von der dortigen katholischen Diözese Atambua erhalten. Ziel sei die Vereinigung der beiden Inselteile zu einem unabhängigen „Groß-Timor“. 2005 warnte eine lokale Kommission erneut vor einer „Groß-Timor-Gruppierung“ in Westtimor. In der breiten Öffentlichkeit trat eine solche Gruppierung allerdings nicht in Erscheinung und weder die Regierung, noch die großen Parteien in Ost- und Westtimor verfolgen eine solche Politik.
Die heutige Landgrenze zwischen Osttimor und Indonesien ist insgesamt 268,8 km lang. 149,1 km davon entfallen auf die Grenze zwischen dem Hauptstaatsgebiet Osttimors und seinem westlichen Nachbarn, den Rest bildet den Grenzverlauf um die osttimoresische Exklave Oe-Cusse Ambeno. Zur Einigung über den Grenzverlauf orientierte man sich an der niederländisch-portugiesischen Grenzziehung, gemäß dem Rechtsgrundsatz „Uti possidetis“. Seit dem 8. April 2005 war der Grenzverlauf zu 97 % mit 907 Koordinatenpunkten festgelegt. Umstritten waren noch die Zugehörigkeit der kleinen unbewohnten Insel Fatu Sinai (Pulau Batek), 37 Hektar zwischen dem osttimoresischen Dorf Memo (Suco Tapo/Memo) und dem indonesischen Dilumil (Distrikt Lamaknen, Regierungsbezirk Belu), wo man sich nicht auf die Lage des Flussmedians des Malibaca Yamato Stadium Maliana (Mathiaca) auf einer Länge von 2,2 km einigen konnte und Gebiete um die Exklave Oe-Cusse Ambeno (Área Cruz mit 142,7 Hektar in Passabe, Naktuka/Citrana-Dreieck in Nitibe) sowie die genauen Modalitäten eines Korridors von Oe-Cusse Ambeno zum Hauptstaatsgebiet. Seit 2010 gibt es einen Sonderpass für den Verkehr im grenznahen Gebiet. In Naktuka kam es aber seit Ende 2009 immer wieder zu Übergriffen durch indonesische Soldaten auf die dortige Bevölkerung. Am 21. Juni 2013 konnte der Streit um das Gebiet bei Dilumil/Memo beigelegt werden.
Die Ansprüche auf die Insel Fatu Sinai hatte Osttimor zu diesem Zeitpunkt angeblich aufgegeben. Als Streitpunkte verblieben die beiden Gebiete an der Grenze der Exklave Oe-Cusse Ambeno. Am 23. Juli 2019 wurde nach einem Treffen von Osttimors Chefunterhändler Xanana Gusmão mit Wiranto, dem indonesischen Koordinierungsminister für Politik, Recht und Sicherheit, erklärt, man habe sich nun über den Verlauf der Landesgrenze geeinigt. Die seit 2015 laufenden Verhandlungen über die Seegrenzen liefen weiter.
Am 21. Januar 2022 berichtete Gusmão vor der Kommission für Außenangelegenheiten, Verteidigung und Sicherheit des Nationalparlaments über den Stand der Verhandlungen. Nun waren Naktuka und Fatu Sinai wieder Bestandteil der Verhandlungen. Auch die Verhandlungen zu den Seegrenzen von Batugade bis Atauro und von Atauro bis Jaco seien noch nicht abgeschlossen.

## Streit um eine Teilung Naktukas

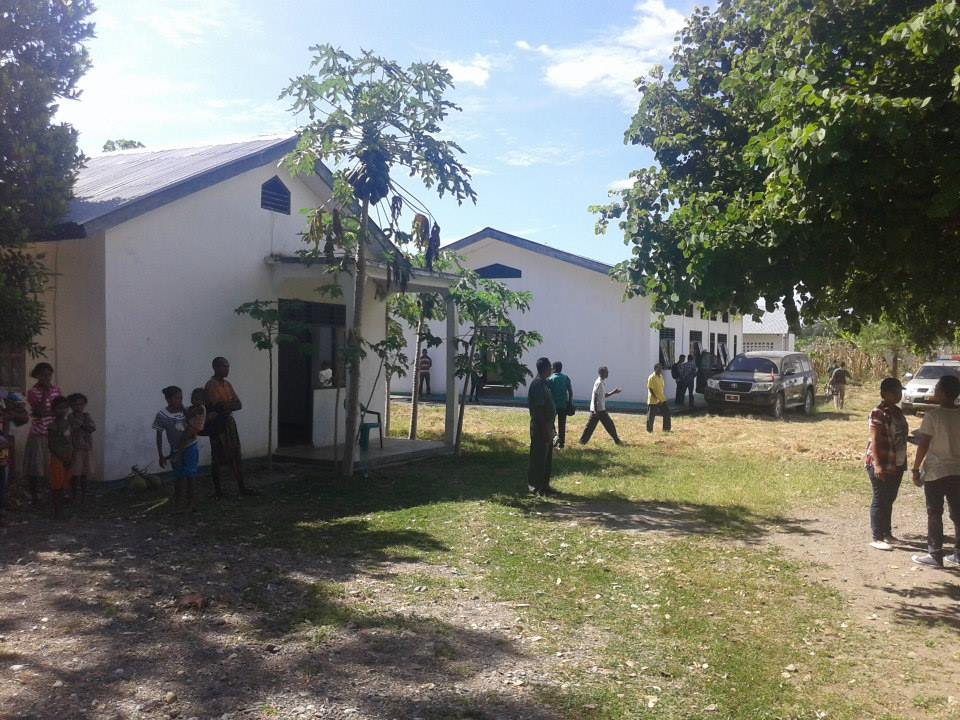
Centro Extensão Naktuka

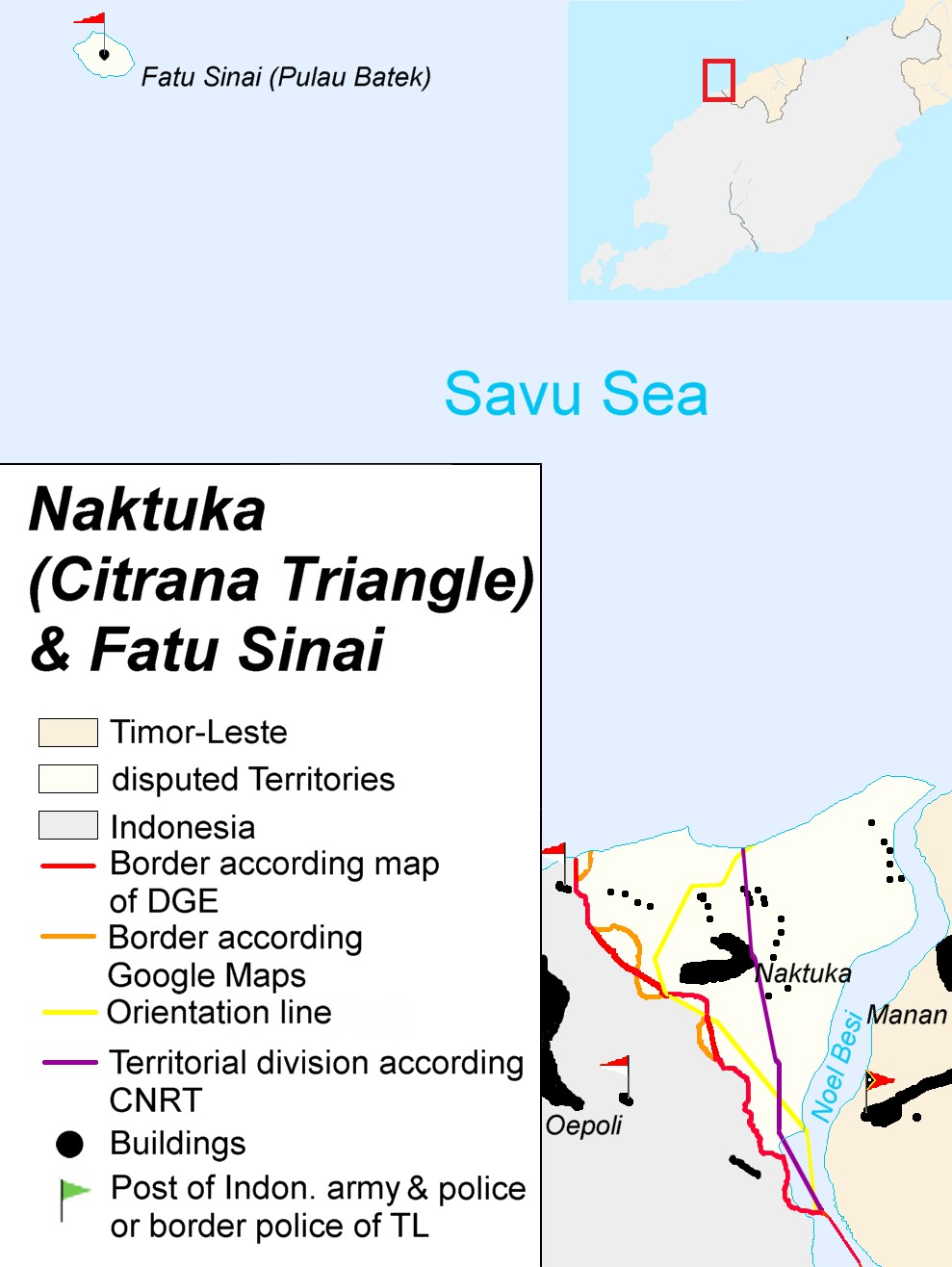
Naktuka und Fatu Sinai mit den verschiedenen Grenzlinien

2023 beendete ein gemeinsames technisches Team unter den Chefunterhändlern Roberto Soares (Osttimor) und Abdul Kadir Jailani (Indonesien) die Demarkation der Landgrenze. Zuletzt wurde der Grenzverlauf im Citrana-Dreieck zwischen dem 20. und 27. November mit Stangen festgelegt. Am 24. Januar 2024 forderte FONGTIL, die Dachorganisation der Nichtregierungsorganisationen Osttimors, die für den 26. Januar geplante Unterzeichnung des Grenzvertrages zu verschieben, beziehungsweise rief das Nationalparlament auf, den Vertrag nicht zu ratifizieren. Man empfahl, dass eine neue Kommission gebildet wird, die die Übereinstimmung der Vereinbarungen mit der Entscheidung des Internationalen Schiedsgerichts von 1914 zu prüfen. Die 76 Stangen mit der neuen Grenzziehung im Citrana-Dreieck schnitt Agrarflächen mit 270 Hektar rund um das Dorf Naktuka ab, die seit Jahrzehnten von dessen Einwohnern bestellt wurden und schlug sie Indonesien zu. Die lokale Bevölkerung sei nicht in die Festlegung der Grenze mit einbezogen worden. Die Einwohner von Naktuka erklärten, das Territorium sei in der Kolonialzeit Teil Portugals gewesen und hätte während der indonesischen Besatzung zu Timor Timur gehört Indonesische Medien behaupten dagegen, Osttimoresen hätten das Gebiet 1999 illegal „besetzt“. Indonesische Beamte der Provinz Nusa Tenggara Timur bestätigten später die Angaben der Osttimoresen. FONGTIL befürchtete daher auch eine Verschärfung des Konflikts zwischen Naktuka und dem indonesischen Nachbardorf Oepoli (Regierungsbezirk Kupang). Die Opposition im Parlament nahm sofort die Kritik an der Regierung von Xanana Gusmão auf, der seit 2023 wieder Premierminister Osttimors ist. Osttimors Präsident José Ramos-Horta erklärte, dass es „immer noch Gründe“ gebe, die Diskussion über die Landgrenze mit Indonesien fortzusetzen, und äußerte sich „optimistisch im Hinblick auf eine gemeinsame Lösung“. Er vertraue dem Verhandlungsteam unter der Leitung des Premierministers.
Die Unterzeichnung des Grenzvertrages fand nach der Kritik nicht während des Besuches von Xanana Gusmão in Jakarta statt. Gusmão erklärte am 26. Januar, er habe bisher noch keine Entscheidung über den Sachverhalt getroffen und werde in den nächsten Tagen nach Oe-Cusse Ambeno reisen, um sich selbst ein Bild zu machen und mit den Leuten zu reden. In einer in Facebook am 31. Januar veröffentlichten Stellungnahme seiner Partei, dem CNRT, wurde erklärt, dass der Schiedsspruch zwischen den Niederlanden und Portugal zwar tatsächlich Naktuka vollständig Portugal zusprach, die historische Grenze zwischen den Reichen von Amfo'an (auf der niederländischen Seite) und Ambeno (auf der portugiesischen) sei aber der Fluss Noel Besi, so dass Naktuka gänzlich Indonesien gehören müsse. Die Unterhändler seien deswegen zu dem Schluss gekommen, Naktuka in zwei Hälften zu teilen, um einen Kompromiss zu finden, obwohl sich Amfo'an damit auch nicht zufrieden zeigte. Trotz der geschlossenen Vereinbarung habe man aber die Unterzeichnung des Grenzvertrages nun für weitere Verhandlungen verschoben. Der Stellungnahme angehängt, war ein Satellitenbild, auf dem Naktuka sogar in der Mitte halbiert wird, mit der Siedlung auf der indonesischen Seite. Argumente, Grenzziehung und Bilder stammen aus einem indonesischen Artikel.
Am 1. Februar besuchte Xanana Gusmão das Dorf Naktuka. Gusmão erklärte, er habe 2014, in seiner letzten Amtszeit als Premierminister, Indonesien versprochen, dass indonesische Bauern, die in Naktuka Land bewirtschaften, nicht vertrieben werden. Dem hätten damals die Bewohner Naktukas zugestimmt. Ein osttimoresischer Beamter des Landwirtschaftsministeriums der seit 1996 in Naktuka arbeitet, erklärte aber, er hätte dort noch nie Indonesier Landwirtschaft betreiben gesehen. Gusmão und Unterhändler Roberto Soares erklärten, dass die gesetzten Stangen keine neue Grenzlinie darstellen, sondern Orientierungspunkte für die Verhandlungen markieren. Die existierenden Grenzpunkte aus der Kolonialzeit würden die Grenzziehung zugunsten Osttimors unterstützen. Der Premierminister erklärte, der Grenzvertrag solle nun im September beim Besuch von Indonesiens Präsident Joko Widodo in Osttimor unterzeichnet werden. Die Einwohner von Naktuka wurden eingeladen, Vertreter dazu zu entsenden.

## Grenzübergänge

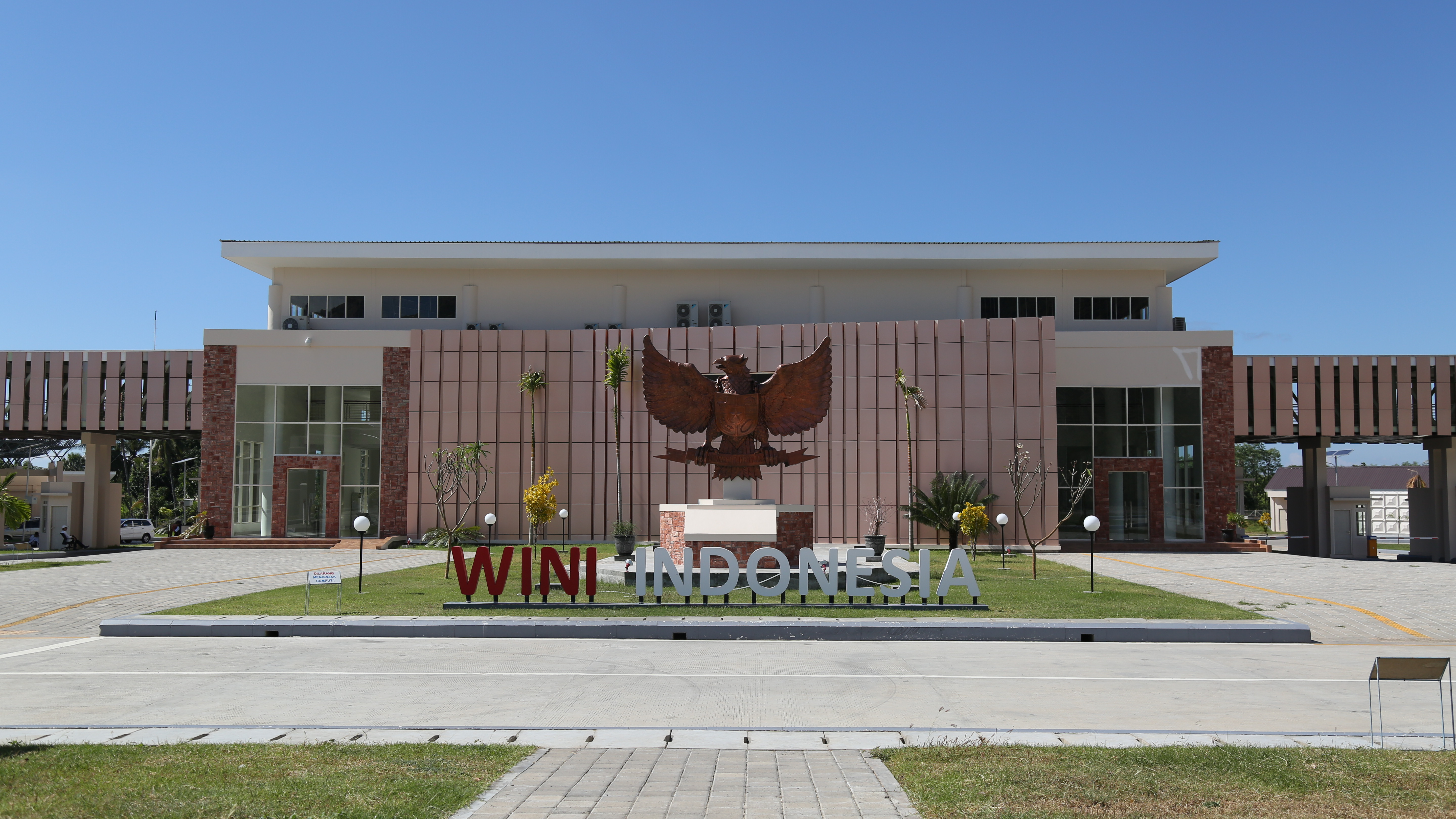
Indonesischer Grenzposten in Wini

Grenzübergänge vom Hauptstaatsgebiet Osttimors nach Indonesien gibt es in Mota’ain, nah der Nordküste, und in Motamasin, an der Südküste zum indonesischen Westtimor. Ein regelmäßiger Busverkehr fehlt. Von Oe-Cusse Ambeno aus führen Grenzübergange bei Napan/Bobometo (Verwaltungsamt Oesilo), Sacato/Wini und Passabe nach Westtimor. Allerdings sind nur Bobometo und Sacato legale Übergänge.

## Belege

### Hauptbelege
- Hague Justice Portal: Island of Timor: Award – Boundaries in the Island of Timor (englisch).
- Geoffrey C. Gunn: History of Timor, verfügbar vom Centro de Estudos sobre África, Ásia e América Latina, CEsA der TU-Lissabon (PDF-Datei; 805 kB).
- Monika Schlicher: Portugal in Osttimor. Eine kritische Untersuchung zur portugiesischen Kolonialgeschichte in Osttimor 1850 bis 1912. Aberag, Hamburg 1996, ISBN 3-934376-08-8.